# Migration des oiseaux

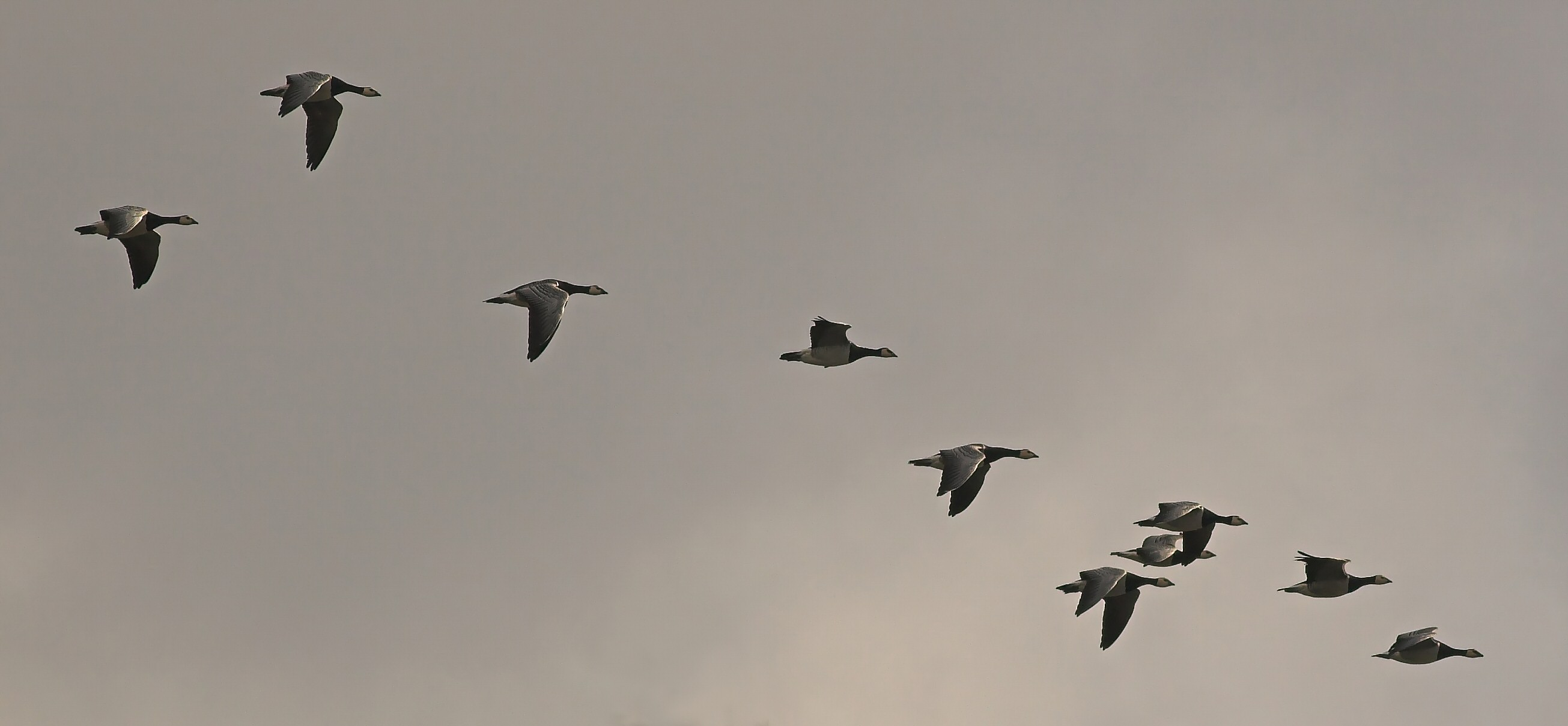
Migration de bernaches nonnettes (Branta leucopsis) en Finlande.

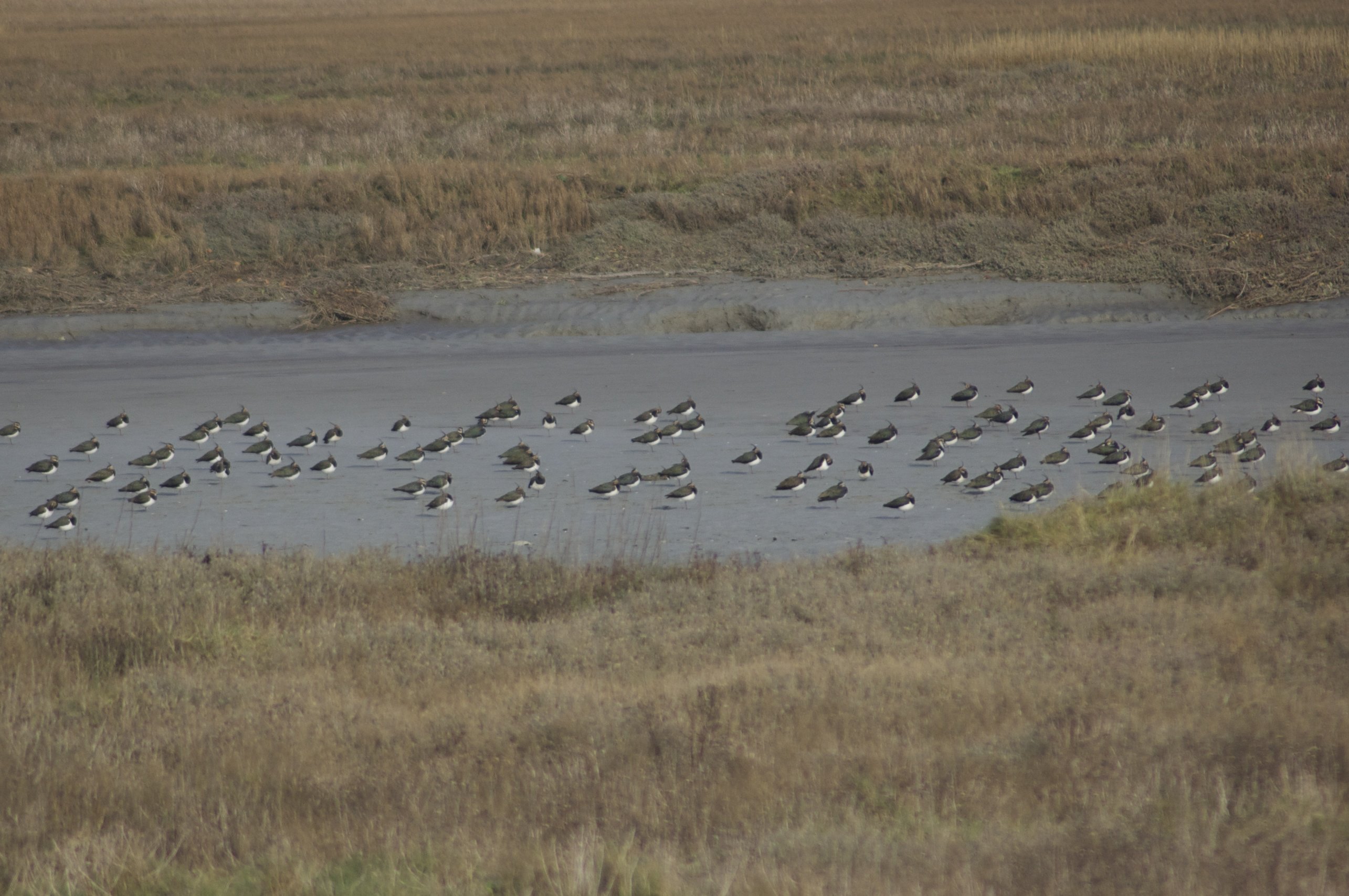
Une vague de froid majeure peut se traduire par une fuite hivernale qui pousse cette nuée de vanneaux huppés à descendre au sud de ses quartiers d'hivernage.

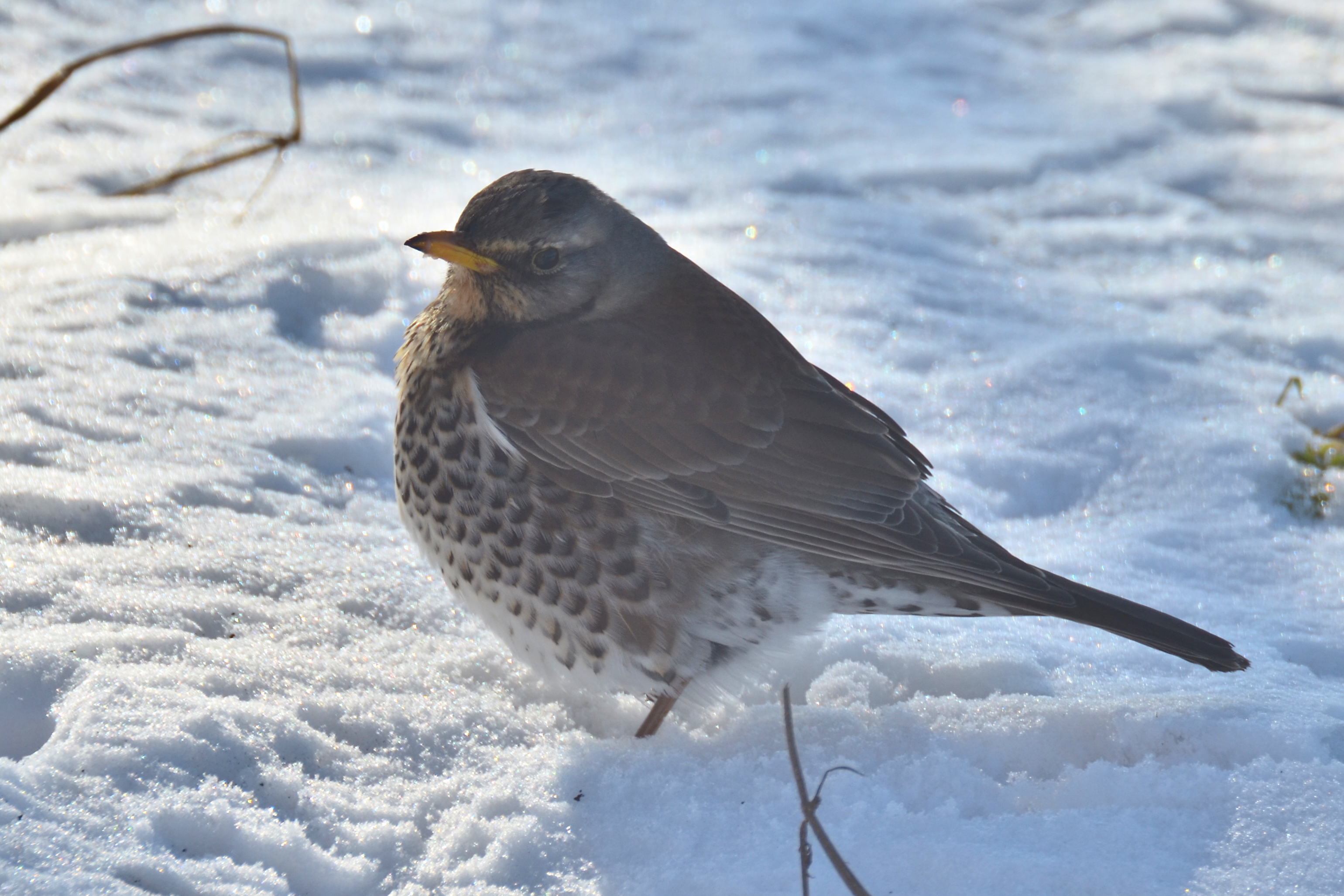
La Grive litorne est un migrateur partiel. En gonflant son plumage, notamment le duvet, elle emprisonne une couche d'air isolante et résiste très bien au froid. Contrairement à l'idée reçue voulant que ce sont les températures froides qui induisent la migration, il s'agit en premier lieu de la raréfaction des ressources alimentaires liées au changement de saison.

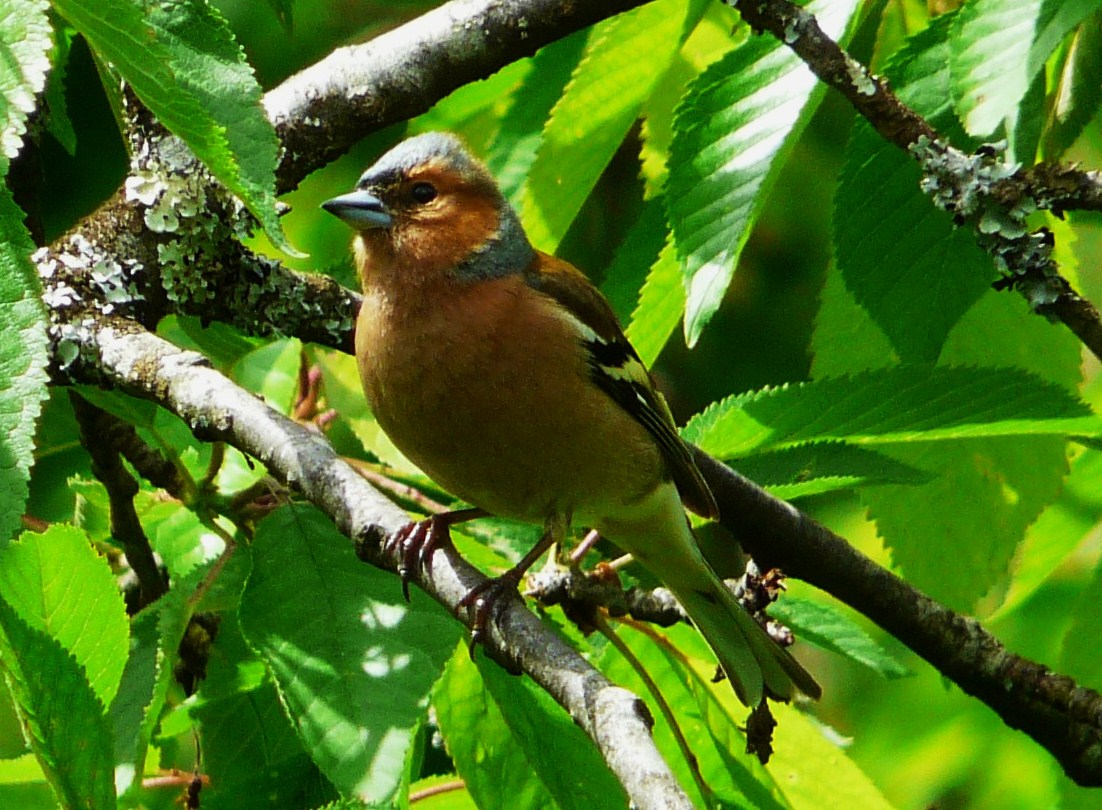
Pinson des arbres (Fringilla coelebs mâle. L'épithète spécifique coelebs (« célibataire ») a probablement été choisie par Linné car en Suède, seuls les femelles et les juvéniles migrent en hiver tandis que les mâles très territoriaux restent sur place.

La migration des oiseaux est une migration animale (généralement régulière périodique et le plus souvent saisonnière) de nombreuses espèces d'oiseaux qui mettent à profit leurs grandes capacités de déplacement pour voyager entre une aire d'hivernage et une aire de reproduction et de nidification, à la recherche de conditions meilleures pour leur survie. Selon les estimations, environ 50 milliards d'oiseaux représentant 19 % des 10 000 espèces d'oiseaux du monde, migrent annuellement à longue distance, cette proportion atteignant 50 % chez les oiseaux qui se reproduisent à des latitudes nord et sud supérieures à 35°. 
Cette stratégie migratoire est une adaptation à la baisse de disponibilité de nourriture au cours d'une période défavorable (saison hivernale, saison sèche), mais aussi une manière pour ces espèces d'échapper à un changement d'habitat et de maximiser leurs chances de reproduction. Toutes les stratégies migratoires sont possibles depuis les espèces (presque strictement) sédentaires jusqu'aux espèces (presque strictement) migratrices par le simple jeu de la sélection naturelle, depuis une population qui abandonne entièrement son lieu de nidification (migration totale), jusqu'à d'autres dont certains individus restent sur place (migration partielle). La plasticité des traits de vie chez les oiseaux a généré un continuum entre sédentarité et migration à l'échelle de l'espèce, parfois même entre sous-populations d'une même espèce, ou à l'intérieur de ces populations.
Les ornithologues distinguent la migration de retour vers les lieux de nidification (migration prénuptiale appelée aussi migration de printemps vers l'hémisphère nord), de la migration qui fait suite à la reproduction (migration postnuptiale appelée aussi migration d'automne vers l'hémisphère sud). Ils distinguent aussi les mouvements migratoires qui peuvent se produire le long de fronts étroits (canalisation des migrateurs sur un corridor de migration (en) en raison de la situation topographique locale, comme lors des passages le long des côtes, des péninsules ou des vallées étroites) ou de fronts larges (certains oiseaux adoptant des voies de migration parallèles qui séparent les populations les unes des autres, d'où leur répartition dans des quartiers d’hivernage distincts). La migration peut se faire de jour ou de nuit, avec ou sans étapes. Beaucoup d'espèces migrant par étapes peuvent ne faire que de très brèves escales (cas de la migration rampante). Certaines espèces empruntent des routes identiques à l'aller et au retour, d'autres des trajets différents (migration en boucle). La migration peut se faire sur courte distance (quelques mètres pour la migration altitudinale (en) de tétras au sein d'un arbre), moyenne (migration longitudinale) ou longue distance (migration latitudinale, la plus courante).
Plusieurs phénomènes ont réactualisé l'intérêt de l'étude de ces migrations. Tous les observateurs constatent l'impact du réchauffement climatique sur la sédentarisation croissante de certaines espèces comme la fauvette à tête noire et le pouillot véloce. Pour l'hiver, certains étourneaux migrent même vers des villes plus au nord où ils trouvent alimentation et refuges. En outre, une meilleure protection de ces animaux passe par une bonne connaissance de leurs migrations. Enfin, les caractéristiques qui permettent aux oiseaux de se repérer sont encore mal connues. Les oiseaux peuvent aussi transporter des propagules lorsqu'ils se déplacent (microbes, plantules, parasites, œufs de crustacés sur de grandes distances, ou crustacés vivants sur de petites distances...) leur rôle en la matière est encore mal compris, mais semble potentiellement important. Une prédation particulière peut exister durant la migration, qui contribue probablement à la sélection naturelle, à laquelle s'ajoutent les effets de la chasse (dérangement, prélèvements, saturnisme...).
La migration des oiseaux se distingue de l'erratisme qui est un déplacement sans orientation déterminée, souvent lié aux conditions météorologiques, à la pression démographique locale ou à l'âge de l'oiseau (égarement dû aux tempêtes qui repoussent des oiseaux marins à l'intérieur des terres, dispersion des jeunes après l'envol, vagabondage des juvéniles qui se dispersent pour rechercher de la nourriture ou un nouveau territoire).

## Étude des migrations

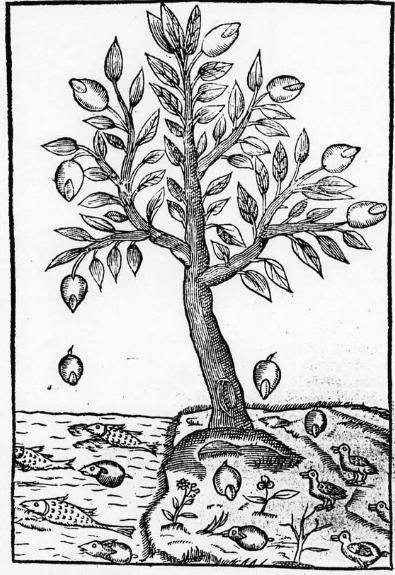
Mythe de la métamorphose des fruits en oies, illustration de lHistoire admirable des plantes de Claude Duret (1605).

Les premières observations de migration sont enregistrées au Ier millénaire av. J.-C. par Hésiode, Homère, Hérodote. Aristote, repris par Pline l'Ancien dans L'Histoire naturelle, note que certaines grues voyagent des steppes Scythes aux marais près des sources du Nil. En revanche, le philosophe pense que le rouge-gorge est une métamorphose hivernale du rouge-queue ou que certains oiseaux comme les cigognes, les merles, les tourterelles, les alouettes et les hirondelles, s'engourdissent après avoir perdu leurs plumes et renaissent au printemps ayant alors régénéré leur plumage (théorie de l'hibernation). 
Ces migrations sont porteuses de symboles pour les Chinois comme pour Confucius, pour les Juifs dans la Bible et le signe d'une perfection divine dans le Coran.

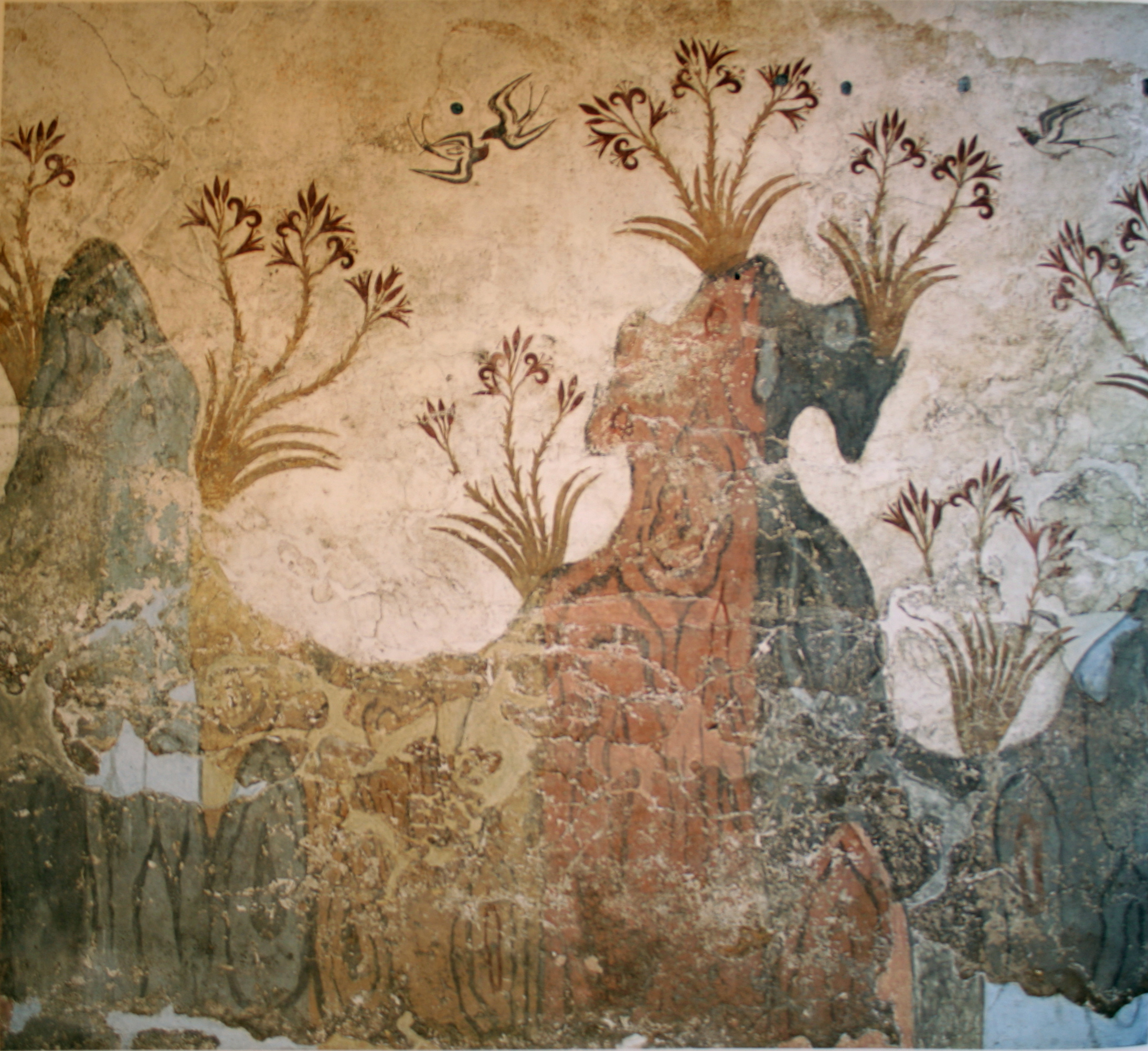
Fresque minoenne à Akrotiri, vers 1500 av. J.C.

Les mythes de l'hibernation et de la métamorphose (notamment celle des cigognes en êtres humains) perdurent au Moyen-Âge en Europe. Les contes des hommes de sciences Sebastian Münster ou Ulisse Aldrovandi évoquent un arbre dont les fruits  tombent à terre ou en mer, et s'entr'ouvrent pour laisser passer des oisillons de bernaches. L'origine de cette légende tient sans doute à la présence, sur les débris d'épaves, de grappes d'anatifes et que la croyance populaire prend pour des œufs pédonculés d'oies ou de canards.
Dès le XVIe siècle, Pierre Belon est un des premiers à rejeter la théorie de l'hibernation et à avancer, preuves à l'appui, celle de la migration. Dans son ouvrage Histoire naturelle des oiseaux paru en 1770, Buffon adhère aux thèses migrationnistes et entraîne ainsi l'opinion de ses contemporains même si certaines réticences demeurent. Cette croyance persistait cependant en 1878, quand Elliott Coues a énuméré 182 ouvrages contemporains traitant de l'hibernation des hirondelles.

### Observation et comptage
L'étude des migrations a débuté par l'observation des vols migratoires et par la collecte des dates d'arrivée et de départ de migrateurs stricts dans des régions données.
- Aux États-Unis, la plus grande base de données officielle sur la migration des oiseaux en Amérique du Nord compte 6 millions de cartes écrites à la main par des milliers de bénévoles qui ont envoyé leurs données au Gouvernement dès les années 1880. Ces fiches papier sont stockées dans un sous-sol en Virginie, et ont plusieurs fois failli être détruites. Manquant de liquidités, un groupe de biologistes a – sur le modèle de science citoyenne utilisé par la NASA [22] – fait appel à un crowdsourcing par des citoyens volontaires pour transcrire ces fiches dans une base de données numérique, dans le cadre d'un programme d'étude de la phénologie aviaire en Amérique[23].
- En Europe, il existe le portail néerlandais Trektellen][24], une initiative originale[réf. nécessaire] de centralisation de données de plusieurs centaines de sites d'observation et de stations de baguage, principalement des Pays-Bas, de Belgique, d'Allemagne, de Grande-Bretagne, de France, d'Espagne et du Portugal. Cette base de données en ligne dispose déjà de plus de 45 millions de données relatives à la migration des oiseaux en Europe, qui peuvent se consulter et s'interpréter par le biais d'outils de statistique.
- En France, le premier site où les vols migratoires ont été dénombrés de façon systématique selon un protocole bien défini a été le col d'Organbidexka, en bordure de la forêt d'Iraty, dans la province basque de la Soule (Pyrénées-Atlantiques), rapidement suivi par la pointe de Grave, à l'extrémité nord du Médoc. Depuis, c'est un réseau de plus de 40 sites qui sont suivis, dont plus de la moitié le sont régulièrement. Les résultats des comptages sont inscrits chaque soir sur le portail français de la migration, où chaque internaute peut les consulter sous forme de listes, graphiques, etc.

L'observation et le comptage de la migration sont des activités propices à l'accueil de jeunes ornithologues, qui se sont formés à la pratique rigoureuse de leur passion auprès des « spotteurs » (surnom donné aux responsables des comptages migratoires). De nombreux professionnels de l'environnement ont fait leurs premières armes dans ce cadre.[réf. nécessaire]

### Baguage

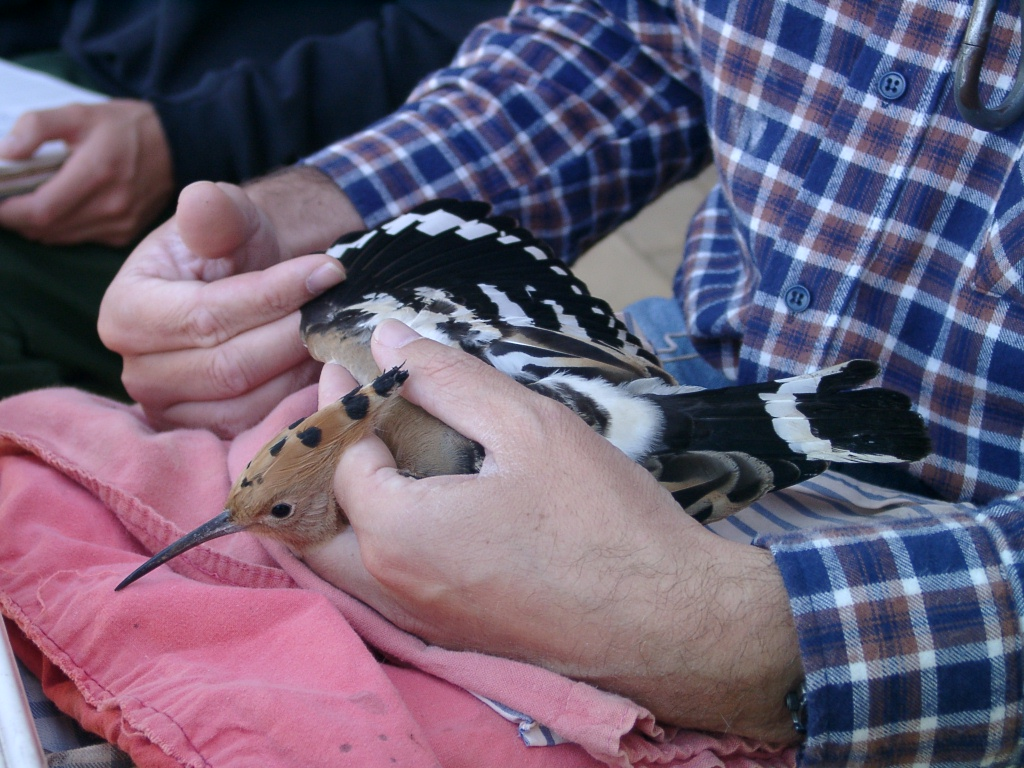
Examen des caractéristiques d'une huppe fasciée baguée au Portugal

Le baguage a été proposé en 1899 par Hans Christian Cornelius Mortensen sur l'étourneau sansonnet. La première campagne de baguage rigoureuse a été menée par Johannes Thienemann en Prusse-Orientale en 1903. Cette expérience est reproduite ensuite en Hongrie en 1908, en Grande-Bretagne en 1909, en Yougoslavie en 1910 et en Scandinavie entre 1911 et 1914, puis se généralise dans le monde entier.

### Observation devant la lune
Les deux tiers des oiseaux migrant de nuit, cette autre technique consiste à compter le nombre d'oiseaux passant devant le disque de la pleine lune,. Elle permet aussi de voir passer des papillons, des chauves-souris...

### Observation par analyse d'enregistrements sonores
En enregistrant des cris des oiseaux migrants et en les analysant en laboratoire pour déterminer les espèces, le nombre d'individus et les fréquences de passage, on obtient également des résultats. Les études actuelles ont pour but de connaître les flux de migration afin d'en déduire la densité des oiseaux et leurs itinéraires, et de comprendre les causes et les différentes formes de migration.

### Observations radars

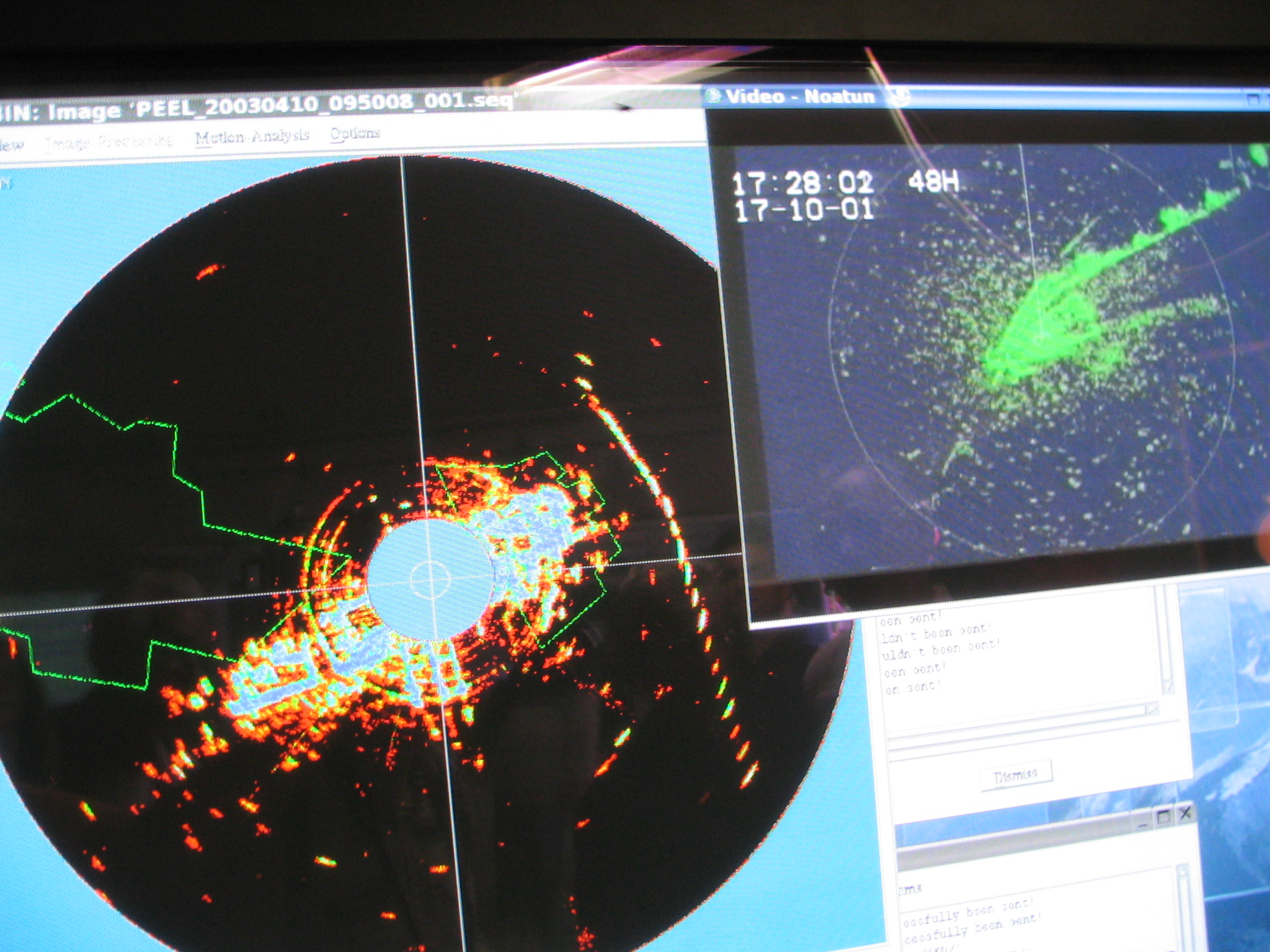
Écho d'oiseaux sur un radar

Les radars peuvent fournir des informations y compris la nuit ou à hautes altitudes lorsque les oiseaux sont cachés par les nuages. Suivant les modèles de radars, la sécurité aérienne obtient des informations sur l'intensité des passages, leur fréquence, et les caractéristiques des vols comme la vitesse et l'altitude. Cette technique a été développée depuis les années 1960 pour éviter les éventuelles catastrophes aériennes par impact, destructrices pour les aéronefs comme pour les oiseaux. Plusieurs études universitaires et gouvernementales ont depuis permis d'extraire les données sur la période, la hauteur et la trajectoire de migration des oiseaux et des insectes (comme les papillons Monarques) à partir des données des radars météorologiques,
. Elles ont montré qu'on avait antérieurement beaucoup sous-estimé le nombre d'oiseaux migrateur.
Les radars météorologiques et aériens étant regroupés en réseaux nationaux, il est possible de suivre les migrations sur de vastes territoires. Des programmes mis sur pied par diverses organisations permettent aussi d'anticiper ces flux quotidiens pour l'aviation et d'autres utilisateurs comme les programmes d'aménagement des aires naturelles, les parcs éoliens et les ornithologues qui tous peuvent mieux connaître localement les flux de migration.

### Analyse isotopique de phanères
L'analyse isotopique des phanères (plumes, becs, griffes…) prélevés sur des individus après leur migration apportent des renseignements parfois intéressants.
Les teneurs et rapports isotopiques, par exemple du deutérium et de l'oxygène dans les poils ou plumes de l’année aident par exemple à comprendre les migrations de nombreux animaux). Ce type de données a ainsi permis de préciser les voies et stratégies migratoires de diverses espèces d'oiseaux. Ces méthodes permettent de bien mieux comprendre l'écologie et l'utilisation de certains corridors biologiques, l'histoire de vie des individus, qui sont autant d'éléments utiles pour la biologie de la conservation. Elles sont « en train de révolutionner la façon dont nous créons des liens entre les phases du cycle annuel des animaux migrateurs. Cependant, les chercheurs doivent faire preuve de prudence dans l'application des méthodes isotopiques ».

### Observations satellites
Les balises de suivi par satellite sont utilisées pour suivre les oiseaux migrateurs depuis la fin des années 1980 et ont fourni des informations impossibles à obtenir auparavant. Leur précision est de l'ordre de 150 m. Les balises Argos étaient très utilisées en 1997. Elles pèsent environ 80 g. Si les émetteurs GPS sont disponibles depuis le début des années 2000, ils n'ont été miniaturisés pour pouvoir être fixés sur les oiseaux migrateurs qu'au milieu de la décennie. La précision de localisation est alors de l'ordre de 10 m. En fournissant des mesures régulières, ces balises permettent des projets pédagogiques ou scientifiques tels que le suivi en direct des mouvements sur Internet. En 2005, le poids d'un émetteur GPS est de 70 grammes.
Quelques exemples
Depuis 1994, le CNRS et l'institut polaire français Paul-Émile-Victor ont équipé certains manchots royaux de balises Argos pour comprendre les déplacements alimentaires à différents moments du cycle annuel, en relation avec les conditions climatiques. Ces opérations ont été répétées pour le manchot empereur (résultat 2001), l'albatros hurleur (résultat 2002), et la cigogne blanche (résultat 1997). En 1998, toujours grâce aux balises Argos, le Service canadien de la faune a équipé des faucons pèlerins pour simplement connaître leur itinéraire.
En août 2005, pour mieux connaître les itinéraires des cygnes chanteurs, dix spécimens des steppes de Mongolie, région particulièrement touchée par la grippe aviaire, ont été équipés de GPS à alimentation solaire. Cela devait permettre au GAINS de mieux comprendre la propagation de la maladie. En 2006, dans le même objectif, 45 spécimens au total de sarcelle d'été, le plus abondant des oiseaux effectuant des migrations intercontinentales, de canard casqué qui ne migre qu'en Afrique mais sur de longues distances, et de dendrocygne, le plus abondant des canards africains, qui migre sur des petites distances, ont été équipés par des balises Argos de 12 à 30 g par une équipe du Centre de coopération internationale en recherche agronomique pour le développement (CIRAD). La FAO a financé ces deux opérations.

### Geolocators
L'utilisation de geolocators (GLS) permet d'étudier les migrations sur de longues distances.

## Principe

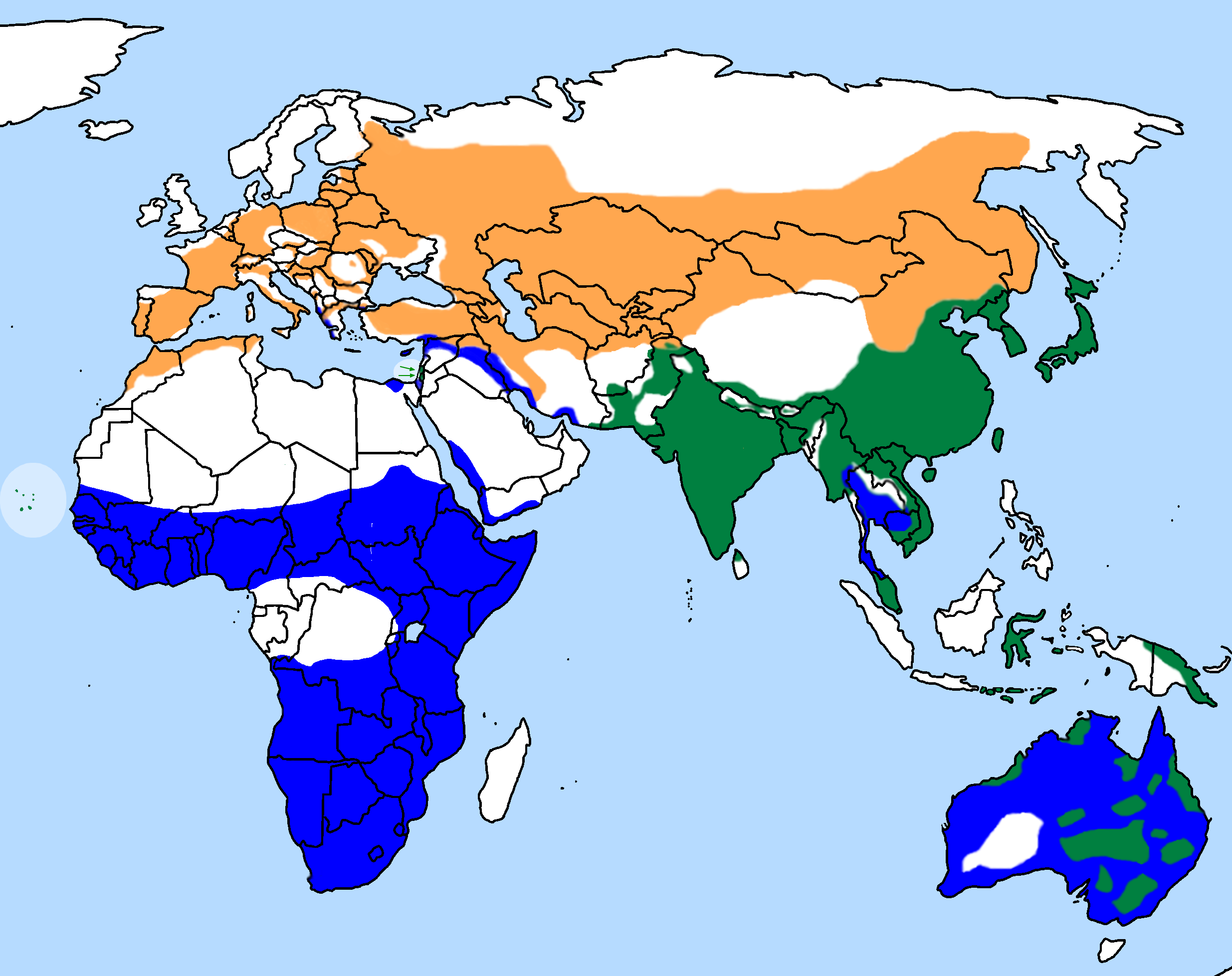
Variabilité de migration pour le milan noir
habitat permanent
zone d'hivernage
zone de nidification

Au début de l'automne, beaucoup d'oiseaux migrent sur de longues distances, principalement depuis les zones tempérées, vers le sud, puis reviennent vers le nord au cours du printemps. Les zones tempérées nordiques offrent l'avantage d'avoir des jours plus longs que les zones méridionales et elles offrent de plus longues plages de temps aux oiseaux pour nourrir leurs jeunes. Les zones méridionales, plus chaudes, offrent en revanche un approvisionnement alimentaire changeant peu avec la saison mais où la compétition alimentaire est plus élevée. L'avantage de la migration compense les coûts énergétiques et les dangers liés à la migration. La prédation peut en effet être augmentée pendant la migration. Certains rapaces, comme l'épervier d'Europe, suivent les groupes de passereaux migrateurs. D'autres, tel le faucon d'Éléonore, calquent leurs périodes de reproduction avec le passage automnal des passereaux. Des faits du même ordre ont été également observés chez une chauve-souris, la grande noctule,,. Durant les grands flux migratoires, on observe généralement un pic d'activité migratrice à partir du coucher du Soleil, et jusqu'à minuit voire 1 h du matin, suivi d'une diminution de cette activité le reste de la nuit. À l'aube, le nombre d'oiseaux en vol augmente à nouveau (migrateurs diurnes cette fois). Le voyage des oiseaux migrateurs est souvent difficile ; bon nombre d'individus n'atteignent pas leur destination : une mortalité de 50 % frappe de nombreuses espèces pendant leur migration, et ce taux de mortalité peut atteindre 85 % chez certaines (ampleur de mortalité souvent mal perçue car beaucoup d'épisodes de mortalité massive se déroulent en mer ou dans le désert).
Certaines espèces sont totalement migratrices ; d'autres le sont partiellement, c'est-à-dire que certains individus migrent et que d'autres sont sédentaires ou résidents, à savoir qu'ils restent sur place. La migration partielle est très commune pour les espèces des continents méridionaux. En Australie, 32 % des passereaux et 44 % des autres espèces d'oiseaux sont partiellement migrateurs. Certaines populations migrent sur des petites distances, d'autres sur des distances plus longues. Pour certaines espèces, la période de migration et les distances peuvent varier en fonction des âges ou/et des sexes. Dans le cas des pinsons des arbres, une très forte majorité de femelles et de juvéniles migrent vers le sud en hiver tandis que les mâles sont beaucoup plus sédentaires. La migration peut se faire de manière directe ou par étapes, comportant alors des escales qui durent quelques heures à quelques jours (haltes migratoires), quelques semaines à quelques mois (stationnements migratoires), sur des sites qui se caractérisent par la disponibilité et l'abondance des ressources alimentaires, et une tranquillité du milieu vis-à-vis des prédateurs et des perturbations humaines, ce qui permet aux oiseaux de se reposer et se ravitailler avant de reprendre leur route. Par conséquent, les mesures de conservation sur de grandes surfaces sont essentielles à la préservation du rôle fonctionnel de ces sites d'escale.

Différents couloirs de migration
Pacifique
Mississippi
Ouest Atlantique
Est Atlantique
Méditerranée et mer Noire
Ouest Asie et Afrique
Asie centrale et Inde
Est Asie et Australie

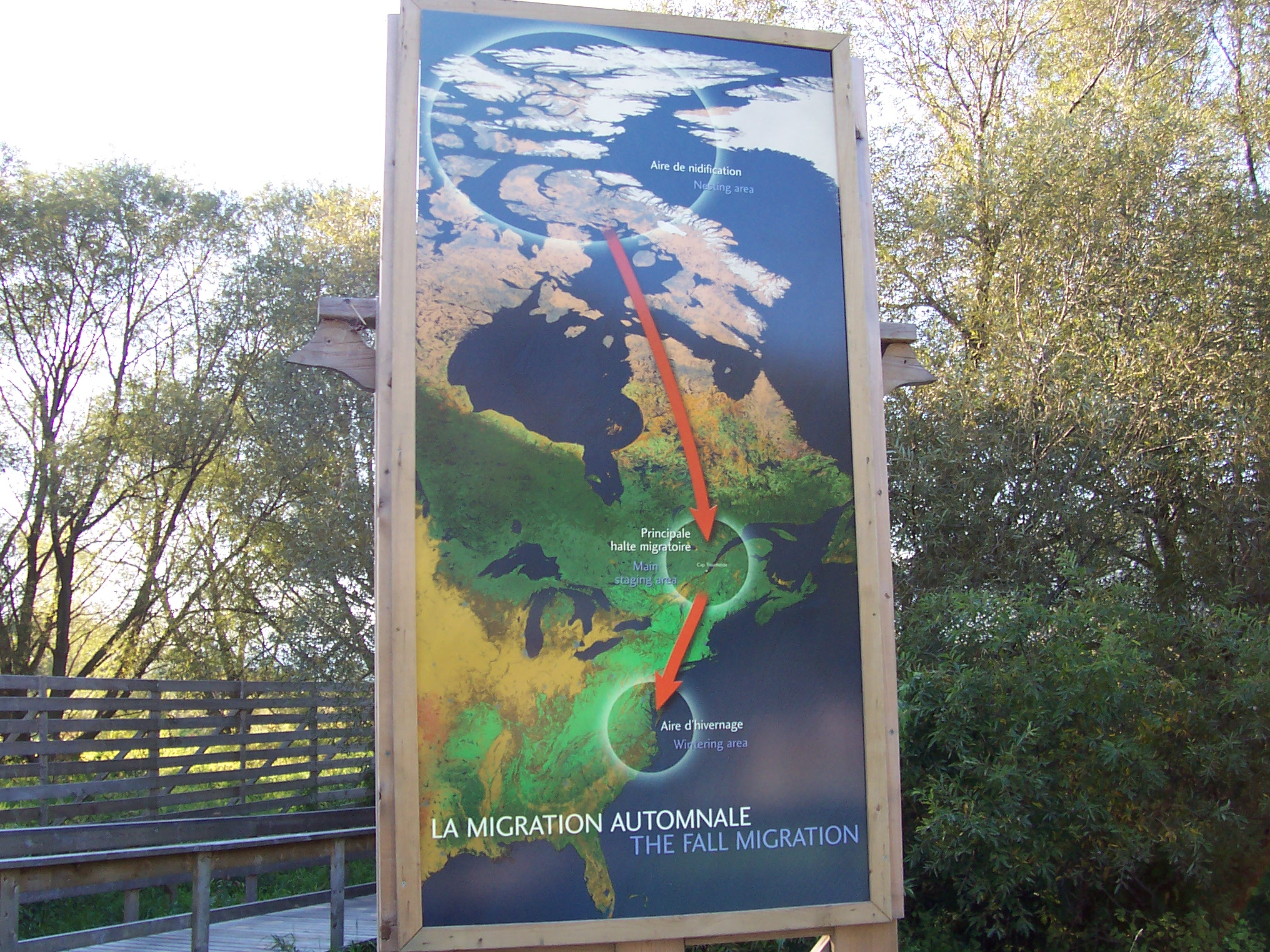
Panneau sur la réserve nationale de faune du cap Tourmente illustrant la route migratoire de la grande oie des neiges.

Bien que vivant sur de vastes zones, les oiseaux migrateurs se concentrent le long d'itinéraires bien établis connus sous le nom de corridors ou couloirs de migration. Au Canada, le parc national de la Pointe-Pelée se trouve sur un de ces corridors où passent plus 360 espèces d'oiseaux. En Europe, Gibraltar et le détroit du Bosphore figurent parmi les sites migratoires les plus renommés. En France, le col de Baracuchet, la jetée du Clipon et le cap Gris-Nez sont également des sites reconnus. Ces itinéraires suivent typiquement les littoraux ou les massifs montagneux en tirant profit des courants aériens ascendants et en évitant les barrières géographiques telles que de trop grandes étendues d'eau. L'altitude à laquelle les oiseaux volent peut changer durant la migration. Ces considérations sur les barrières géographiques s'appliquent d'une façon inverse sur les oiseaux terrestres ou côtiers et sur les oiseaux de mer : pour ces derniers, un grand secteur de terre sans eaux superficielles pour les ressources alimentaires est une barrière infranchissable. Ainsi la bernache cravant, qui migre de la péninsule de Taïmyr vers la mer des Wadden, fait un détour par la mer Blanche plutôt que de traverser l'océan Arctique et le nord de la Scandinavie. On a pu également montrer que ces itinéraires ne sont pas forcément optimaux énergiquement parlant, c'est-à-dire que les itinéraires qui relient les haltes ne sont pas les plus courts. Ce ne sont pas non plus les itinéraires qui passent par les meilleures zones d'approvisionnement. Ces itinéraires peuvent résulter de modifications des aires de destination ou de départ, comme dans le cas de l'augmentation de l'aire de répartition de la Grive à dos olive d'il y a 10 000 ans.
Les oiseaux ne volent en général que quelques heures dans la journée puis font halte sur des surfaces propices où ils peuvent se reposer et se nourrir. Certaines traversées, comme celle de la Méditerranée, peuvent s'avérer plus longues. La position de ces haltes migratoires semble influer sur les trajectoires et les durées de vol. Ces haltes sont, au vu des expériences menées, apprises par certaines espèces qui vont ensuite y retourner, année après année, comme le montre le baguage. Par conséquent la protection de ces zones est un enjeu important dans la lutte pour la protection des oiseaux. En Amérique du Nord, le fleuve Delaware et la baie de Fundy sont des haltes importantes pour les échassiers. La barge rousse serait l'oiseau migrateur à parcourir la plus longue distance sans halte. Elle voyage depuis l'Alaska jusqu'à la Nouvelle-Zélande c’est-à-dire 11 000 km.
La migration dans l'hémisphère méridional est beaucoup plus difficile à cerner que celle de l'hémisphère Nord. Ces espèces migrent globalement du sud au nord, à cause de la géographie, les couloirs sont plus étroits et moins accessibles à la surveillance humaine et les espèces concernées font des vols plus longs et s'alimentent durant leur vol. Enfin, certaines espèces migratrices ont aussi des individus résidents dans les zones d'observation et il est très difficile de distinguer les migrants des résidents.

## Origine
L'origine des migrations n'est pas connue et les scientifiques ne disposent pas de fossiles pouvant étayer leurs hypothèses. On estime cependant que l'alternance des épisodes climatiques glaciaires et des épisodes plus tempérés est prépondérante dans l'apparition des phénomènes migratoires. Dans cette hypothèse, seules les espèces migratrices auraient survécu aux périodes froides. Les migrations ont pu s'initier lorsque les espèces du Sud ont reconquis les niches écologiques vacantes du Nord.

## Types de migrations

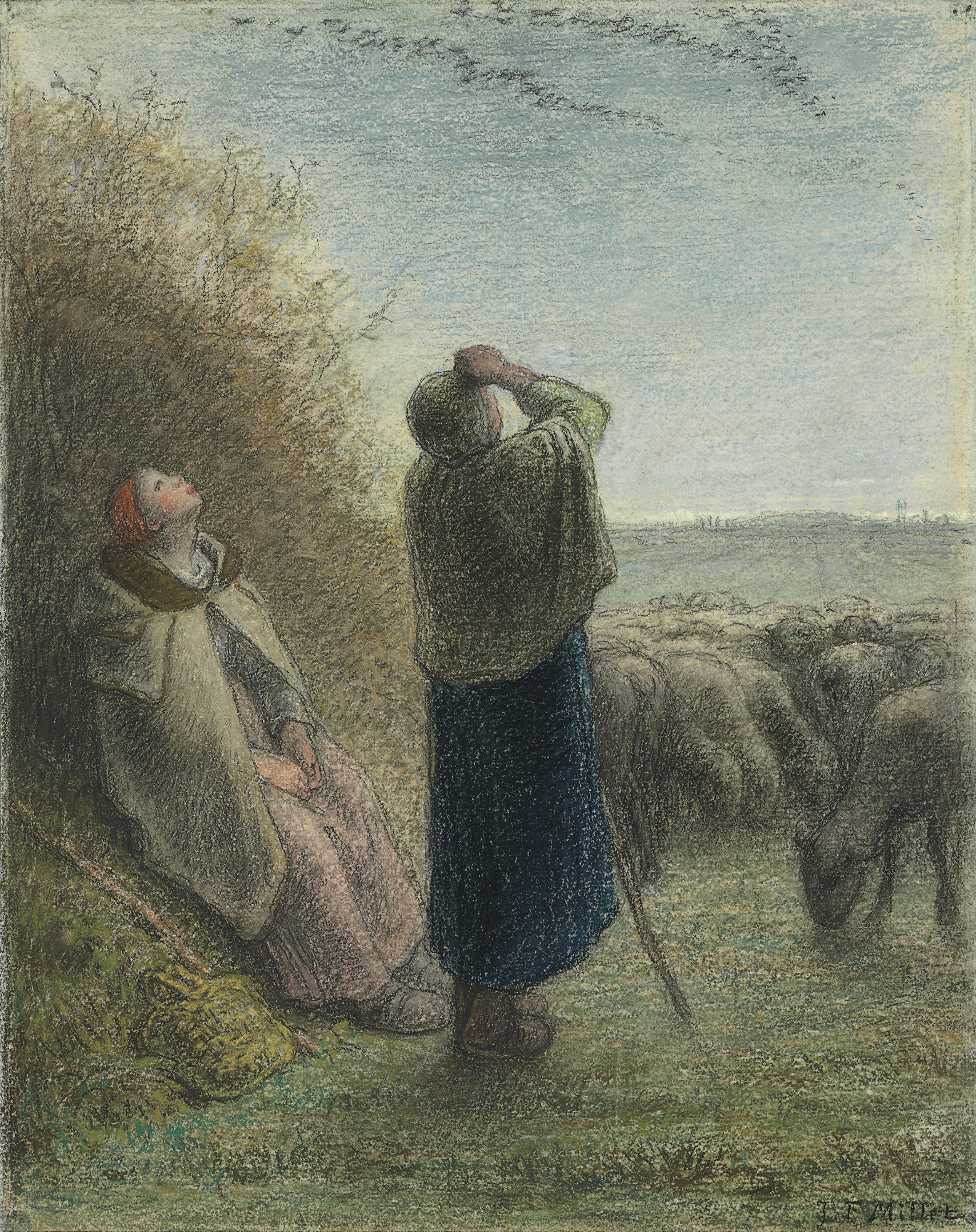
Le Passage des oies sauvages, 1862-1863
Jean-François Millet
Collection privée, Vente 2018

Chaque espèce migratrice adopte son propre mode de migration. Ces types migratoires sont très divers. Certaines espèces migrent de jour, d'autres de nuit. Certaines font de nombreuses étapes, d'autres volent sans halte, etc. Connaître ces migrations constitue un enjeu économique important[Quoi ?] pour certaines espèces.

### Classement par type de locomotion
Les oiseaux utilisent différents moyens pour migrer. Certaines espèces utilisent plus ou moins complètement le vol battu, comme les hirondelles avec des séquences de repos planées, d'autres espèces utilisent les courants ascendants pour consommer moins d'énergie, comme les rapaces migrateurs ou les cigognes. Plus rarement, certaines espèces migrent à la nage, comme les canards, et surtout les petits pingouins qui parcourent ainsi plus de 1 000 km, c’est-à-dire du Groenland au Spitzberg. D'une manière unique, le Manchot empereur parcourt des dizaines de kilomètres en marchant ou en glissant sur le ventre pour rejoindre sa zone de ponte, pourtant dépourvue de toute nourriture. Des adaptations anatomiques spécifiques pour l'alimentation en oxygène sont nécessaires aux oiseaux volant très haut, telle l'oie à tête barrée.

#### Vol battu
Les fringillidés, les fauvettes, des Sturnidae utilisent ce genre de vol. Les observations sont rares pour les plus petits oiseaux, cependant il semble que ceux-ci volent plus bas que les oiseaux plus gros. La hauteur du vol semble dépendre de plusieurs facteurs comme du relief, de la présence d’eau, du climat, du vent ou du fait que le vol se fait de jour ou de nuit. Les oiseaux qui utilisent le vol battu volent, selon les espèces, du ras du sol jusqu'à 900 m la nuit avec une moyenne autour de 400 m. Les spécimens qui ne migrent pas ne volent pas aussi haut. Certaines espèces, pour se réserver un temps de repos, se laissent tomber puis remontent, se laissent de nouveau retomber, etc.

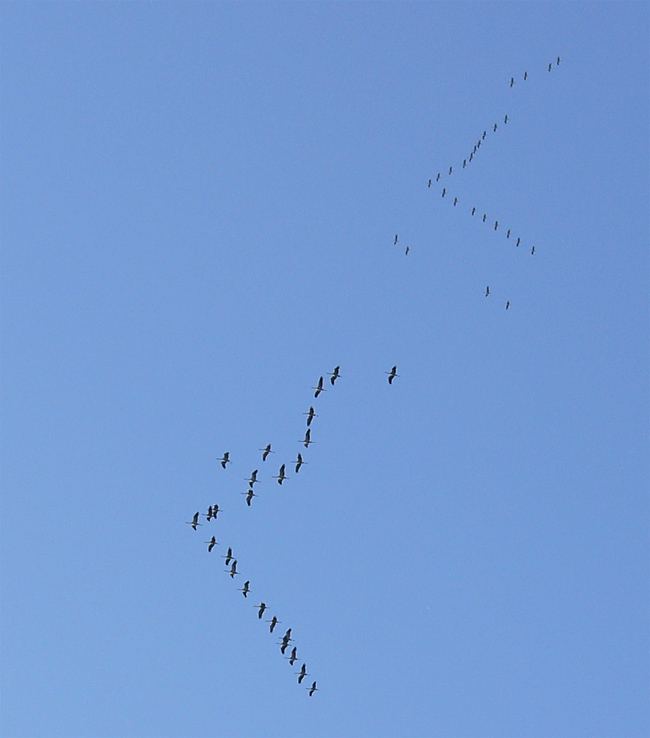
Vol de grues cendrées qui privilégient le vol à voile

Comme la migration en vol battu demande beaucoup d'énergie, les espèces qui pratiquent ce genre de vol font des pauses fréquentes. En outre, elles accumulent plus de graisse que les autres espèces pendant la période de zugunruhe. Ces espèces sont moins soumises aux vents.

#### Vol à voile
Les oiseaux recourant aux ascendances thermiques pour planer volent à une altitude comprise entre 2 000 et 6 000 m, cependant des vautours ont été observés à 11 000 m. Une fois au sommet de l’ascendance, les oiseaux entament une trajectoire descendante dans la direction souhaitée jusqu'à ce qu'ils retrouvent une autre ascendance. Pour des raisons d'aérodynamique, les espèces qui utilisent ce genre de vol voyagent de jour et évitent le plus possible les grandes étendues d'eau.

#### Nage
Les juvéniles des guillemots de Brünnich effectuent une migration à la nage sur plus de 1 000 km, accompagnés par leurs pères, eux-mêmes incapables de voler car en période de mue. Le Plongeon arctique procède lui aussi, mais moins spectaculairement, à une migration pour le début du trajet à la nage. Certaines espèces de manchots effectuent de grandes migrations en pleine mer comme les Pygoscelis.

### Classement par distance

#### Migrations de longue distance

Le Puffin fuligineux entreprend le plus souvent une migration en boucle dans le sens horaire en suivant la direction des vents dominants.

Elles ont lieu, pour la plupart, sur un axe nord-sud comme le râle des genêts. Quelques rares espèces migrent sur de longues distances en restant sous les tropiques. Il existe aussi quelques rares espèces qui opèrent des migrations de longue distance d'un lieu en altitude comme Ficedula subrubra et la grive de Ward Zoothera wardii de l'Himalaya vers les hauts plateaux du Sri Lanka. Toutes les espèces ne migrent pas nécessairement vers des zones sans hiver, les oies à bec court migrent de l'Islande ou du Groenland vers la Grande-Bretagne ou les Pays-Bas. Chez les Anatinae, c'est même plutôt l'exception, comme pour la sarcelle d'été qui migre jusqu'en Afrique, Inde ou Indonésie.
Grâce aux radars, des scientifiques ont montré que certaines espèces de petits insectivores passereaux, colibris ou oiseaux-mouches – voyageurs nocturnes – faisaient des haltes dans la journée au Sahara alors que l'on pensait qu'elles le traversaient sans s'arrêter.
La barge rousse détient le record de parcours sans escale de 11 500 km, de l'Alaska à la Nouvelle-Zélande, en 8 jours seulement,. 55 % du poids de cet oiseau correspond à des réserves de graisse qui sont brûlées en migration. Certaines populations de Puffin fuligineux sont capables de parcourir 65 000 km, mais en six à dix mois avec de nombreuses pauses pour se nourrir et se reposer. Cet oiseau de moins de quarante centimètres produirait la plus grande migration du monde animal. Les puffins, qui sont des oiseaux à longue longévité, peuvent parcourir des distances énormes au cours de leur vie. La sterne arctique (sterna paradisaea) se reproduit en Arctique et hiverne en Antarctique.
Les performances migratoires en termes de distance ne sont aucunement liées à la taille des oiseaux : de très petits oiseaux comme les colibris peuvent effectuer de très longues migrations.

#### Migrations de courte distance
Beaucoup d'espèces d'oiseaux ne migrent que sur des distances courtes en suivant des schémas qui peuvent être très différents. Ces espèces sont en général plus sensibles au froid qu'à la longueur du jour. Ainsi, si les conditions le permettent, elles restent facilement sur place. Certaines espèces comme le tichodrome échelette et le cincle plongeur migrent uniquement des montagnes vers les plaines durant la saison froide. D'autres espèces comme le faucon émerillon ou l'alouette des champs se déplacent simplement légèrement plus au sud. Le pinson des arbres de Grande-Bretagne migre dans le sud de l'Irlande lors des périodes très froides[réf. nécessaire].
Sous les tropiques, il y a peu de variation de la durée le jour tout au long de l'année, et il fait toujours assez chaud. Indépendamment des mouvements saisonniers des espèces nordiques, beaucoup d'espèces comme le martin-chasseur du Sénégal migrent localement en raison de l'alternance de la saison sèche et de la saison des pluies.

### Modes de migration

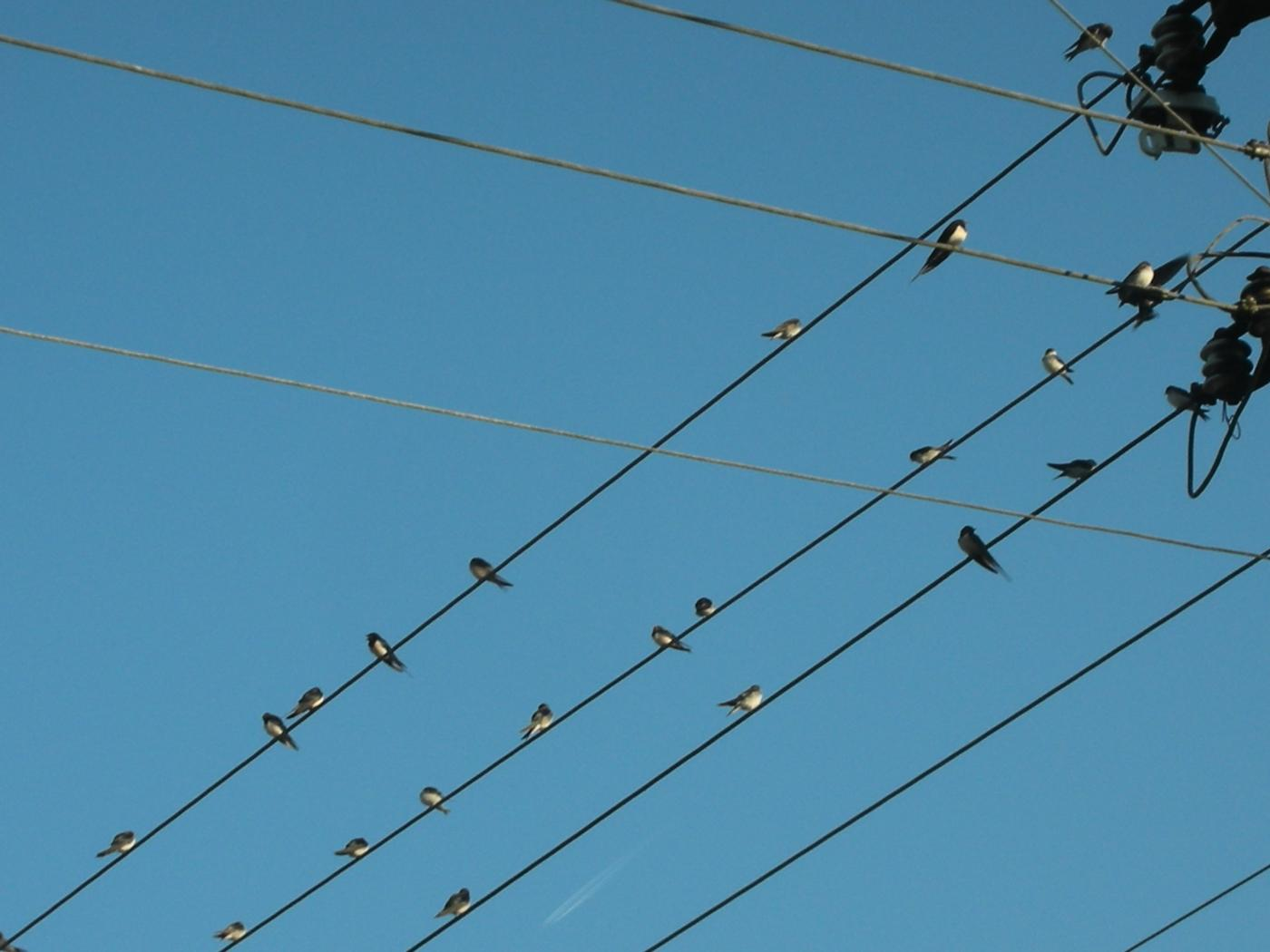
Hirondelles rustiques se rassemblant avant la migration.

Les oiseaux à migration diurne sont plus nombreux que ceux à migration nocturne. Certaines espèces sont spécifiquement diurnes comme les Fringilla, les hirondelles et les plus grandes espèces utilisant le vol à voile. D'autres préfèrent le vol de nuit comme les limicoles ou les cailles des blés. Certaines espèces diurnes peuvent aussi migrer la nuit comme les pipits ou les alouettes. La migration nocturne offre plusieurs avantages : les prédateurs sont moins nombreux, la chaleur se fait moins sentir et la déshydratation est plus faible, les effets thermiques liés au relief, perturbant le vol, sont également plus faibles. Pour les espèces volant le plus haut en vol battu, les turbulences verticales sont plus faibles. Tout ceci concourt à rendre le vol de nuit plus économique énergétiquement. Cependant les espèces utilisant les courants ascendants ne peuvent le faire que de jour, et ces oiseaux doivent bénéficier d'un mécanisme qui leur permet de compenser le temps de sommeil perdu.
La plupart des oiseaux migrent en groupe (appelé nuée), par espèce, indépendamment du fait qu'ils soient sociaux ou solitaires. Ils forment des formations en chevron. Dans cette approche, l'oiseau en tête doit fournir les efforts les plus importants, les autres oiseaux du groupe ayant à fournir un effort moindre car ils bénéficient de son sillage. Dans cette configuration, les oiseaux se relaient en tête du groupe. On a pu prouver que ce type d'organisation permet une économie d'énergie globale de 23 %. Ces groupes peuvent varier au hasard des haltes. Les Carouges à épaulettes ont la caractéristique de ne voyager qu'en nuée unisexe.
- habitat permanent ou partiellement migratoire
- zone d’hivernage
- source préférentielle de migration

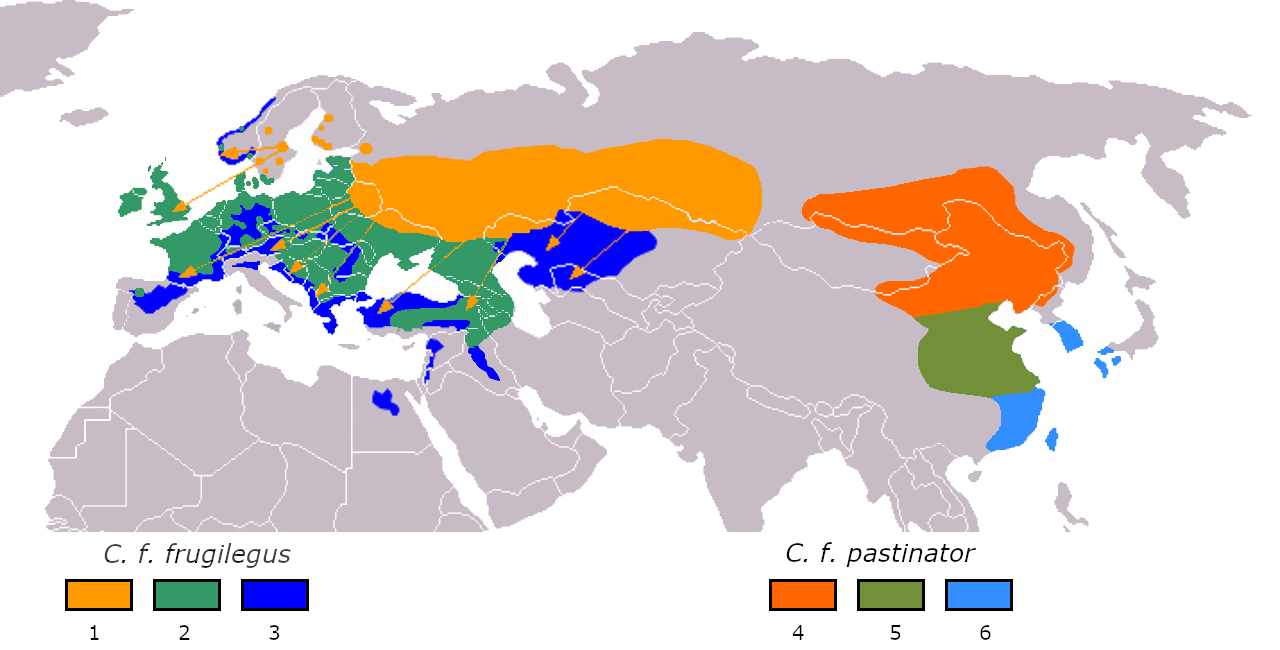
Schéma complexe de migration du Corvus frugilegus
habitat permanent ou partiellement migratoire
zone d’hivernage
source préférentielle de migration
← (directions connues de migration)
habitat de la sous-espèce C. f. pastinator
habitat d’hiver de cette sous-espèce

Les migrations peuvent être dites partielles, c’est-à-dire qu'elles ne touchent qu'une partie des populations, suivant l’âge, le sexe, ou la détermination de chaque oiseau. Elles sont dites totales lorsque toutes les populations partent. Cependant, ce comportement varie au sein d'une espèce en fonction de l'habitat d'origine. En Finlande, le rouge-gorge est presque entièrement migrateur alors qu'en France quelques individus seulement migrent et qu'en Espagne tous sont sédentaires. Le taux de migration ainsi que la distance parcourue dépendent également de la rigueur des hivers, et donc des années. Du fait du réchauffement climatique, les taux de migration partielle augmentent[réf. nécessaire]. Les femelles et les juvéniles de certaines espèces migrent plus facilement que les mâles adultes : pour la France, c'est le cas par exemple du rouge-gorge, de la mésange bleue, de la linotte mélodieuse, du pinson des arbres, de l'étourneau sansonnet, de la grive musicienne, de la grive draine, du merle noir. Les mâles peuvent également partir avant les femelles et ainsi réserver un espace favorable à la nidification. Les jeunes partent souvent plus tard, sans doute pour la même raison.
Pour certaines espèces, comme le chocard à bec jaune, les individus nichent la nuit à un endroit et chassent la journée dans un autre (plus précisément en montagne), durant toute une saison, puis les autres saisons, restent au même endroit, là où ils nichent. Ces mouvements sont quelquefois nommés migrations altitudinales saisonnières. Certains se battent pour être le chef de leur groupe de vol. Ceci arrive plus  souvent chez les chocards.

### Classement géographique
Bien que cela ne soit pas le plus courant ni le plus pertinent, on peut classer les migrations en fonction de l'origine des oiseaux. On distingue donc les espèces tropicales, dont beaucoup d'espèces sont sédentaires car les ressources en nourriture varient peu. Pour ces espèces, certaines migrent sur de petites distances en fonction de la saison des pluies. Quelques-unes migrent sur de longues distances, comme le géocoucou de Lesson Morococcyx erythropygus entre l'Inde et l'Afrique de l'Ouest. C'est parmi les espèces vivant sous les climats tempérés que l'on trouve les plus grands voyageurs. Les conditions hivernales sont, dans ces zones, rendues difficiles par le froid et la diminution de la nourriture. Enfin, on distingue les oiseaux de mer, pour qui, mis à part pour quelques espèces comme la sterne arctique et les puffins, il est souvent difficile de caractériser les migrations ou même de faire la différence entre migrations et mouvements. On note cependant que leurs déplacements sont souvent très différents selon que les individus sont jeunes ou adultes.

## Aptitudes liées à la migration
Pour migrer les oiseaux font appel à des aptitudes innées et acquises. Deux mécanismes différents sont mis en œuvre, l'espèce doit savoir quand migrer et en éprouver le besoin et elle doit également savoir comment s'orienter et où aller.

### Besoin de départ
La migration n'est pas un phénomène obligatoire et c'est l'oiseau qui, en fonction de paramètres physiologiques et hormonaux ou alimentaires, est poussé à partir ou non. La date n'est pas commune, certaines espèces partent avant de manquer de nourriture, d'autres, comme certains canards, attendent les premières glaces. Si un individu reste et que les conditions climatiques changent ou si la nourriture manque, il meurt. De nombreux oiseaux à l'approche du départ montrent une activité plus élevée et un stress appelée zugunruhe. Ce sont des phénomènes hormonaux, souvent accompagnés d'un engraissement (par un phénomène d'hyperphagie prémigratoire et de stéatose hépatique), qui poussent l'oiseau à partir. Les grandes plumes des ailes, les rémiges, se renouvellent (mue). Ces phénomènes sont provoqués par la diminution de la durée du jour et de la baisse de température. Les processus physiologiques et hormonaux qui conduisent en fin de compte au départ sont actuellement objets de recherches intensives.

### Mécanismes de l'orientation

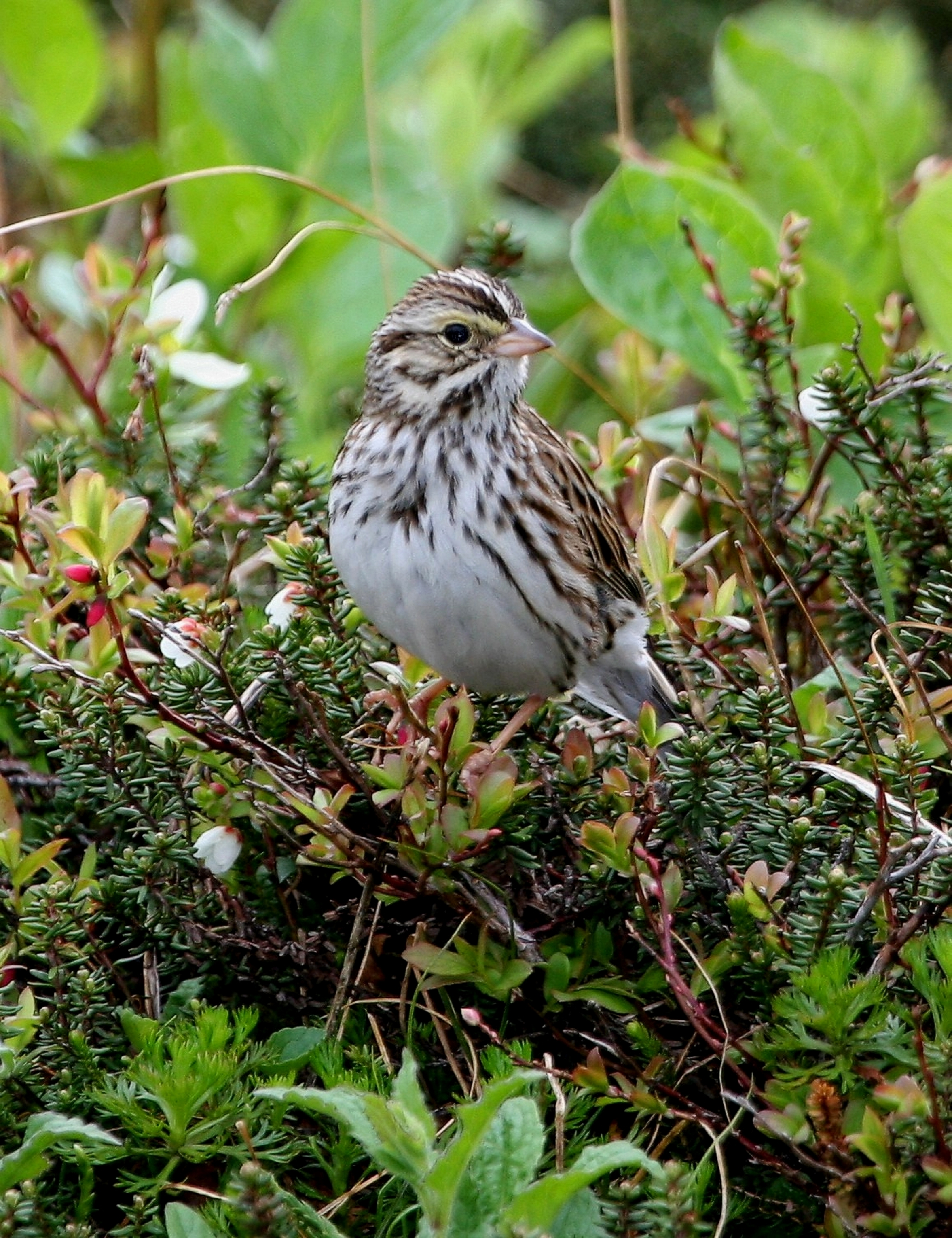
Le système d'orientation de Passerculus sandwichensis est typique des passereaux diurnes mais migrant la nuit ; une boussole interne magnétique (sens inné, qui apparait même chez un oiseau enfermé n'ayant jamais vu le ciel), est recalée sur la rotation céleste (étoiles la nuit et motifs de flux de lumière solaire polarisée le jour) et peut-être via une sorte de compas solaire.

On ne sait pas encore exactement comment les oiseaux s'orientent, mais ils semblent combiner avec souplesse au moins cinq aptitudes complémentaires et utiles à leur navigation aérienne : la vue, la perception des directions magnétiques (via celle du champ magnétique terrestre), l'odorat et la mémoire et un sens de la temporalité. Cette capacité perdure toute leur vie, leur permettant de compenser la variabilité de la déclinaison magnétique rencontrée lors de la migration. Ce système d'orientation est adaptable, permettant aux oiseaux de « répondre à la variabilité spatiotemporelle de la qualité et la disponibilité des informations d'orientation lors de leur parcours ».

#### Odorat
L'odorat serait selon certains auteurs le sens le plus important pour les pigeons bisets. Les grives à dos olive perçoivent les odeurs, qu'elles savent l'utiliser pour s'orienter, mais également le magnétisme terrestre.

#### Perception du champ magnétique
Cette capacité semble partagée par tous les oiseaux migrateurs. Chacun nait et grandit dans le champ magnétique terrestre et développe une capacité à s'y orienter même en l'absence de toute expérience de repères visuels pertinents. Ces derniers auraient une « image mentale » des champs magnétiques acquise grâce à des molécules rétiniennes (cytochrome et FAD) qui donneraient une superposition « d’ombres et de lumières » par-dessus le spectre lumineux visible. Le champ magnétique terrestre n'est néanmoins pas le seul moyen utilisé, puisque, par exemple, les oiseaux ne le suivent pas lorsque celui-ci est inversé dans certaines zones terrestres[réf. nécessaire]. Certaines espèces enfermées au moment des migrations montrent une direction préférentielle qui correspond à la direction migratrice qu'ils emprunteraient en vol, mais on a montré avec l'étourneau qu'en l'exposant assez longtemps à un faux ciel étoilé dans un planétarium, il prend ensuite la direction qui correspond à celle qu'il aurait pris si la position des étoiles était vraiment celle du planétarium.

#### Vision et perceptions«extra-optiques»(ex:polarisation de la lumière)
Le compas magnétique de l'oiseau peut être modifié (altéré ou corrigé) par l'expérience visuelle du paysage le jour ou la nuit. 
 De jour (sauf brouillard), les oiseaux se repèrent sur les structures paysagères (trait de côte, fleuve, détroits). La nuit, les oiseaux nocturnes ont une très bonne vision et ils s'orienteraient principalement grâce aux étoiles, selon un programme tenant compte de la rotation de la voute céleste (une zone spécifique du cerveau semble spécialisée pour cette tâche). La rotation céleste semble même être la référence de l'étalonnage dans ce cas. Les oiseaux diurnes migrant de nuit se montrent également capables de distinguer et utiliser la position des constellations d'étoiles (alors qu'ils n'utilisent pas la lune pour se réorienter, sauf en tant que source de lumière pouvant éclairer les paysages survolés). 
En période pré-migratoire, l'« information céleste » leur permet de caler ou calibrer leur « compas magnétique » interne (tant pour les juvéniles que les adultes). Le soleil joue aussi un rôle : ainsi le jeune bruant des prés (Passerculus sandwichensis), migrateur typiquement nocturne, apprend à caler sa boussole interne sur le coucher du soleil en fonction du flux de lumière polarisée alors reçu ; de même la Grive à dos olive va corriger sa migration selon des paramètres incluant sa direction par rapport à la position du lever de soleil,. 
Tout ou partie des oiseaux utilise aussi la polarisation de la lumière pour s'orienter (« polarotaxie »). Au début des années 1980, plus d'une centaine d'autres espèces animales s'étaient déjà montrées capable de percevoir le plan de polarisation d'une lumière polarisée, dont quelques vertébrés aquatiques ou semi-aquatiques (3 poissons, une salamandre et le têtard de l'amphibien Rana catesbeiana),,,,,,. Dans les années 1970 on a montré que le Pigeon Biset (Columba livia) peut être conditionné pour réagir à la lumière polarisée (qu'il distingue donc). On a ensuite montré que cette capacité est très utilisée par beaucoup d'espèces pour les migrations,. Kenneth P. Able a confirmé (1982) avec le bruant à gorge blanche (Zonotrichia albicollis (migrateur nocturne) que des manipulations de l'axe de polarisation de la lumière affectent la capacité de l'oiseau à s'orienter, ce qui laissait penser qu'il utilise significativement la polarisation de la lumière pour son orientation migratoire. Dans les années 2000, on pense que tout ou partie des oiseaux utilisent le soleil mais surtout la polarisation de la lumière pour affiner leur route migratoire en recalibrant régulièrement leur « compas » magnétique ou céleste Pour Muheim & al. (2006) la lumière polarisée du coucher du soleil semble même être la référence d'étalonnage pré-migratoire pour le compas magnétique des oiseaux, alors que durant la migration la plupart des expériences suggèrent que les oiseaux comptent d'abord sur le champ magnétique comme principale source d'information et l'utilisent pour calibrer les indices célestes. Mais quelques expériences de conflits de repères d'orientation ont montré que parfois l'inverse est vrai (c'est le compas magnétique qui est recalibré à partir de repères visuels). En condition naturelle, la lumière polarisée par le coucher ou lever du soleil semble en tous cas être le principal vecteur de correction, et d'appui au choix d’orientation à court terme par l'oiseau. Ce dernier privilégie l'information visuelle du coucher du soleil, qui primera sur le ciel nocturne étoilé et les indices magnétiques. Le flux de lumière polarisée au couchant est le stimulus pertinent pour l'orientation à a tombée de la nuit, lors de la migration d'automne, comme lors de la migration de printemps, et le motif étoilé du ciel semble alors être secondaire. Mais des oiseaux expérimentalement aveuglés ou n'ayant jamais vu le ciel ni le paysage peuvent continuer à voler ou s'orienter dans la « bonne » direction. En l'absence de vision, la perception du champ magnétique et/ou l'odorat prennent donc le relais.

#### Sens du temps
L'orientation en vol migratoire repose aussi semble-t-il sur un programme de « temps endogène ». Le Gobemouche noir (Ficedula hypoleuca), par exemple, n'adopte une orientation correcte que quand celle du champ magnétique est appropriée aux latitudes qu'il rencontre au moment normal de sa migration.

#### Un processus instinctif et d'apprentissage
Pour bien expliquer les migrations, on suppose que les oiseaux forment une carte mentale des trajets, les jeunes oiseaux apprenant les trajets des plus anciens. Ainsi il a été possible d'enseigner, avec l'aide d'un ULM, un nouvel itinéraire de migration à des grues blanches après réintroduction. On a aussi pu conduire des bernaches du Canada à adopter un trajet migratoire plus sûr.

Ce phénomène reste cependant mystérieux, notamment pour les oiseaux – tels les coucous australasiens qui ne sont pas élevés par leurs parents et qui migrent en partie au-dessus de l'océan et selon des trajets différents selon l'espèce ; ou tel que le coucou d'Europe (Cuculus canorus L.)– qui migre en solitaire sans être guidés par ses parents ou leurs proches [réf. nécessaire]. Ici, la composante instinctive semble dominante.

entonnoir d'Emlen, utilisé pour tester le sens de l'orientation des oiseaux

Pour tester toutes ces capacités, les scientifiques utilisent par exemple l'entonnoir d'Emlen (en), un appareillage constitué d'une cage circulaire au sommet couvert d'un verre ou d'un écran de fil pour que le ciel étoilé réel ou celui d'un planétarium soient visibles.
Le comportement de l'oiseau, et plus spécifiquement son orientation mesurée par un tampon encreur au fond de la cage qui dépose de l'encre sous ses pattes, est alors étudié en fonction de ce que celui-ci peut observer.

D'autres facteurs peuvent être utilisés comme des « bornes olfactives » ou visuelles.

### Variations selon les espèces
Des études télémétriques montrent que tous les oiseaux chanteurs ne bénéficient pas d'une bonne capacité de correction de leur compas magnétique. Ainsi les grives européennes Turdus philomelos, libérées après une pré-exposition à un champ magnétique trompeur, ne recalibrent pas leur compas magnétique à partir d'indices solaires, mais plus vaguement à partir de leur boussole magnétique et/ou stellaire. Selon Chernetsov & al. (2011), il est possible que différentes espèces d'oiseaux migrateurs aient au cours de leur évolution développé ou perdu des capacités et une hiérarchie de repères d'aides à la migration qui diffèrent selon les défis biogéographiques rencontrés par les individus migrants.

### Perturbation des mécanismes d'orientation
Des maladies et certains empoisonnements (pesticides, dioxines, PCB et autres molécules bioaccumulées dans les graisses stockées avant la migration et qui seront rapidement brûlées comme source d'énergie par l'oiseau en vol) ou le saturnisme aviaire peuvent perturber ou compromettre les migrations aviaires.
Des années 1970 à 2010 les scientifiques ont expérimentalement montré qu'il est possible de leurrer ou perturber chacun des sens de l'orientation des oiseaux (orientation selon les étoiles, le soleil, la perception géomagnétique et de la lumière polarisée,. Il a aussi été montré que l'oiseau migrateur en situation de vol libre peut généralement plus ou moins rapidement compenser la perturbation de l'un de ses sens par d'autres. Ainsi des grives Catharus ont été exposées à un champ magnétiques artificiellement modifié durant la période du crépuscule avant leur décollage, et elles ont été suivies grâce à des balises par des avions au maximum sur 1100 km. Au lieu de migrer vers le nord, les oiseaux expérimentalement perturbés ont volé vers l'ouest, mais les nuits suivantes elles ont pu recaler leur trajet et se réorienter vers le nord à nouveau, probablement grâce à la lumière polarisée du crépuscule suivant.
Ceci peut expliquer comment les oiseaux traversent l'équateur magnétique et gèrent la déclinaison magnétique, mais pose des questions sur les risques de perturbation des choix migratoires, car la pollution lumineuse, le smog électromagnétique et un bouleversement paysager ont conjointement beaucoup progressé au XXe siècle notamment sur les littoraux et le long de grands fleuves qui sont des axes migratoires majeurs pour les oiseaux. Et des phénomènes de pollution par la lumière polarisée sont également constatés et on a aussi démontré qu'on pouvait perturber le sens de l'orientation des oiseaux en les exposant à une lumière anormalement polarisée.
Là où ces perturbations se combinent, on ignore dans quelle mesure les oiseaux peuvent encore s'adapter à ces facteurs de désorientation, qui s'ajoutent à des phénomènes de désynchronisation et de modifications d'aires biogéographiques induites par le dérèglement climatique. Ces perturbations qui allongent les migrations et la fatigue de l'oiseau pourraient aussi être une source de stress (stress qui influence défavorablement le succès de reproduction suivant la migration, peut-être plus encore qu'un déficit de nourriture à l'arrivée des oiseaux) et l'une des explications au phénomène de régression de la plupart des espèces d'oiseaux.

## Erreurs de direction
Des oiseaux peuvent s'égarer et quitter leurs routes connues. Des individus (jeunes, souvent) dépassent leur destination prévue[réf. nécessaire] ;la durée du vol ne serait donc pas innée. On a observé des jeunes de plusieurs espèces effectuer des migrations inverses amenant certains individus à des milliers de kilomètres de leur destination normale. Cette erreur rare est plus largement répandue chez les espèces comme les cygnes ou certains passereaux, par exemple le pouillot de Pallas, chez qui la route est davantage « programmée » génétiquement. Dans ce cas s’ils réussissent à survivre à l'hiver, ils peuvent, l'année suivante, s'orienter dans la bonne direction ou commettre la même erreur. Cette erreur arrive plus souvent chez les oiseaux américains[réf. nécessaire].

### Adaptations
On peut reconnaître les oiseaux migrateurs à certaines caractéristiques morphologiques ou anatomiques. Par exemple, les oiseaux sédentaires possèdent en général des ailes plus courtes aux bouts arrondis.
Les oiseaux accumulent une grosse quantité d’énergie sous forme de graisse sous-cutanée au niveau de la fosse claviculaire jusqu'aux flancs sur une courte période.
Cependant des expériences de A. Gerson et C. Guglielmo à l'Université de Western Ontario montrent qu'au moins certains oiseaux migrateurs, comme la grive à dos olive, tirent leur énergie de leurs muscles et organes plus que de leur graisse. Ces tissus protéiques leur fournissent en effet cinq fois plus d'eau par unité d'énergie que les graisses. Ces expériences montrent également que les oiseaux volant en environnement sec perdent plus de masse, mais produisent plus d'eau, que ceux volant en environnement humide.
Pour pouvoir voler à haute altitude dans une atmosphère froide et pauvre en oxygène, les oiseaux bénéficient d'un système respiratoire bien plus performant que celui de la plupart des mammifères. Leur hémoglobine, dont la viscosité et les performances en transfert d'oxygène sont variables en fonction des conditions extérieures, et la configuration de leurs poumons expliquent cette caractéristique.
Les oiseaux possèdent une volonté inexpliqué qui les poussent à revenir à leur lieu de naissance pour pondre, à leur tour les œufs. Les scientifiques cherchent encore des réponses aujourd'hui.
Les espèces d'oiseaux, même celles qui ne volent pas, semblent sensibles aux champs magnétiques. Les espèces à migration nocturne doivent bénéficier d'un mécanisme qui leur permet de compenser le temps de sommeil perdu.
Selon l'hypothèse de Peter Ward, les ancêtres dinosauriens des oiseaux auraient acquis ces caractéristiques lors de l'extinction du Trias-Jurassique survenue entre 175 et 275 Ma et qui aurait été due à une chute drastique du taux en oxygène de l'air.

## Variation naturelle des migrations
Le comportement migrateur peut évoluer dans plusieurs circonstances, en fonction de caractéristiques environnementales comme la densité de population ou la diminution des ressources.
Si la population des espèces résidentes augmente saisonnièrement sur certaines zones, les ressources locales, alimentaires ou autres, peuvent diminuer. En conséquence la migration augmente, comme celle de la paruline masquée en Floride. De plus les espèces migratrices, bénéficiant d'un ensoleillement plus important, croissent plus rapidement, elles deviennent plus abondantes que les populations résidentes. Si les conditions environnementales modifient l'équilibre naturel, la population résidente peut même être amenée à disparaître bouleversant les modèles de migration actuels. C'est le cas des fauvettes à tête noire qui migrent en Grande-Bretagne.
En outre, les oiseaux doivent tenir compte de la météo. En effet, les vents tournent sous l'effet de la rotation de la terre et les parcours sont alors loin d'être linéaires. Les oiseaux doivent ajuster leur route et sans arrêt compenser la dérive. Certains préfèrent une voie avec les vents dominants locaux dans le dos, à un trajet en théorie plus court.
En outre, les oiseaux peuvent migrer au-delà de leur zone de présence habituelle pour, par exemple, pallier le manque de ressources. On parle dans ce cas d'irruption. Ce phénomène aléatoire est bien connu pour le jaseur boréal et le bec-croisé des sapins. En Europe de l'Est ces nuées d'oiseaux étaient considérées comme des phénomènes néfastes. Ce phénomène peut être influencé par des alternances de périodes de sécheresse ou d'humidité dans des régions qui disposent de vastes zones arides, comme en Afrique australe ou en Australie centrale. Il peut aussi être consécutif aux perturbations provoquées par les oscillations climatiques liées à El Niño.
Certains oiseaux peuvent également se perdre en route ou être dispersés et désorientés à cause du mauvais temps. Ils peuvent ainsi s'établir dans des biotopes qui leur correspondent, dans d'autres régions que leur région habituelle, ce qui est source potentielle de colonisation. Cependant, en général ils disparaissent ou repartent rapidement : on parle d'oiseau rare ou accidentel.

### Abmigrations
Les abmigrations sont des migrations de spécimens qui ne passent pas par le couloir habituel de l'espèce. Cela permet d'apercevoir des oiseaux dits rares. En général, ce type de migration a lieu lorsque des spécimens de plusieurs espèces voyagent ensemble, l'une imposant à l'autre son propre couloir. C'est le cas des spécimens de faucon de l'Amour lorsqu'ils voyagent avec des faucons kobez. Ces derniers gagnent leur site de nidification dans l'ouest de l'Asie par le sud de l'Europe. Les faucons de l'Amour qui les suivent doivent ensuite poursuivre leur route jusqu'à l'est de l'Asie, alors que s'ils partent seuls, ils gagnent directement l'est de l'Asie. Certains d'entre eux, trouvant peut-être la route trop longue et l'habitat adéquat, restent nidifier en Italie. Ce phénomène est très fréquent pour les Anatidae qui vivent en larges colonies ou les Laridae,.

### Migrations inverses
La théorie de la migration inversée est une théorie controversée sur les migrations inversées à 180° des pouillots, chez qui la route de migration serait « génétiquement programmée ». Cette théorie a été présentée pour la première fois en 1969 par Robol pour expliquer cette anomalie.

### Migrations miroirs
Analogues aux migrations inverses, les oiseaux qui parcourent ces routes inversent leur gauche et leur droite.

## Relations avec les humains

### Impact des activités humaines sur les migrations
L'impact de l'augmentation moyenne des températures sur terre a une influence évidente sur la sédentarisation de certaines espèces, comme la fauvette à tête noire et le pouillot véloce. Certaines espèces d'oiseaux seraient même menacées par le réchauffement, comme le gobemouche noir.
L'impact du changement climatique sur la migration des oiseaux porte sur plusieurs aspects. Il peut impliquer des journées de migration plus longues pour la plupart des oiseaux. Par ailleurs, les températures plus chaudes provoqueraient un retour des oiseaux sur le site de nidification plus tôt au printemps . Ce décalage dans la migration est en effet crucial pour le succès reproductif de l'espèce : si les individus quittent le site ou ils hivernent trop tôt ils peuvent arriver alors que les températures sont encore trop froides, au contraire s'ils le quittent trop tard ils peuvent manquer d'opportunités de reproduction. Plusieurs études ont montré que les migrateurs à courte distance ont réussi à avancer leur date d'arrivée sur le site de nidification de manière plus efficace que les migrateurs au long cours. Les populations n'ayant pas réussi à suffisamment avancer leur migration, comme certains migrateurs à longue distance, on montré des déclins plus importants. Le changement climatique aboutit à un décalage de la migration des oiseaux avec un intervalle plus long sur l'habitat estival. Les températures se réchauffant globalement, les oiseaux migrateurs arrivent en moyenne 4,7 jours plus tôt au printemps dans leur zone d'habitat de destination, selon l'Observatoire national de la biodiversité.
À la suite de la découverte l'hiver de milliers de carcasses d'oiseaux marins sur les côtes nord-américaines et européennes, une étude sur plus de 1500 oiseaux des cinq principales espèces concernées (macareux moine, mergule nain, mouette tridactyle, et deux espèces de guillemots) a été effectuée. Les conclusions parues en 2021 montrent que ces oiseaux, exposés à des cyclones de forte intensité pouvant durer plusieurs jours lors de leur migration, n'arrivent plus à se nourrir dans ces conditions défavorables.
On observe que la migration de certains étourneaux de l'hémisphère nord s'est inversée, ces oiseaux trouvant des ressources alimentaires ou des gîtes dans les villes plus au nord. La fauvette à tête noire d'Europe centrale a changé sa migration hivernale en allant en Grande-Bretagne, où elle trouve des mangeoires approvisionnées en abondance, plutôt que de traverser les Alpes vers l'Europe du Sud et l'Afrique du Nord. La corneille mantelée en Scandinavie ne migre plus que rarement, et l’on suppose que l'avantage de la migration est devenu plus aléatoire que celui de la sédentarisation car ces oiseaux trouvent de la nourriture en abondance dans les dépôts d'ordures. Certains colibris roux, aux États-Unis, montrent une tendance à migrer d'ouest en est durant l'hiver plutôt que de migrer vers l'Amérique centrale. Ce phénomène a toujours eu lieu, mais en raison des perspectives alimentaires fournies par les humains, ceux-ci survivent mieux et transmettent leur route de migration à leur progéniture. Cette espèce se montre assez résistante et si la nourriture et les abris sont suffisants, cette population est capable de tolérer des températures de -20 °C.
Des études du milieu des années 2000 montrent que le nombre d'oiseaux migrateurs empruntant le couloir Afrique-Eurasie a fortement chuté en quelques années. Les espèces migrant sur l'itinéraire Asie-Pacifique sont aussi touchées et plus particulièrement des échassiers. D'autres espèces sont amenées à modifier considérablement leurs couloirs traditionnels comme les parulines du Canada dans l'axe interaméricain, faute d'espace où nidifier.
La destruction des zones de halte par le changement des pratiques agricoles et l'assèchement des zones humides, leur salinisation ou pire leur engloutissement à cause de l'élévation du niveau de la mer, contraignent certaines espèces à faire des vols journaliers plus longs, et par conséquent, les affaiblissent et augmentent leur mortalité. Pour protéger les zones importantes pour la conservation des oiseaux, l'Union européenne a édicté une directive spécifique : la Directive oiseaux.
La chasse, en causant des prélèvements trop importants sur certaines populations migratrices déjà affaiblies pour des raisons environnementales, notamment sur les axes migratoires mettrait en danger l'existence de celles-ci. Et ceci quelquefois jusqu'à l'extinction, on peut citer entre autres la Tourte voyageuse aux États-Unis, l'Eider du Labrador au Canada.
La pollution lumineuse due à l'éclairage nocturne des ponts, vallées, littoraux et des plates-formes offshore perturbe également les oiseaux migrateurs (500 à 1000 lampes éclairent chacune des 7000 plates-formes offshore qui dans le monde sont situées sur le trajet de la migration des oiseaux, et rien qu'en Mer du nord, ce sont 6 millions d'oiseaux qui sont perturbés par l'éclairage d'environ 700 plates-formes pétrolières et gazières. Le Département de l'intérieur aux États-Unis estime que dans le Golfe du Mexique, même si un certain nombre d'oiseaux y meurent, les plate-forme peuvent aussi servir de gués et lieu de repos dans les  migrations locales. Dans les couloirs de longues migrations, l'effet est celui d'un détournement qui peut épuiser les oiseaux, ce qui préoccupe notamment les ornithologues et le Comité d'OSPAR sur les industries off-shore en Atlantique Est/Mer du Nord. 
Selon de premières études et expériences, les oiseaux sont moins perturbés par la lumière verte, (dans une certaine fourchette de longueur d'onde). Shell l'a efficacement testé sur l'une de ses plates-formes et d'autres, qu'il pourrait équiper. Mais les feux verts balisant traditionnellement les pistes d’hélicoptères, certains craignent d'alors perturber les habitudes ou les réflexes des pilotes. D'autres espèces marines sont a priori sensibles à la lumière, notamment en zone arctique.
Le jour (mais aussi de nuit) Certains bâtiments de verre ou faisant miroir sont aussi source de mortalité et blessures par collision avec les parois.
Des oiseaux peuvent aussi être tués par des véhicules lors de leurs migrations (phénomène dit de « Roadkill ».)

### Impact de ces migrations sur les activités humaines
Certains oiseaux migrateurs posent des problèmes à la sécurité aérienne en constituant des dangers pour les avions à cause des collisions spécifiques.
Les sites d'observation deviennent des sites touristiques. Certaines manifestations annuelles attirent plusieurs milliers de personnes comme l'opération Tête en l'Air.
Certaines espèces, cycliquement, en fonction de paramètres météorologiques, deviennent invasives.

#### Écoépidémiologie, épidémiologie, zoonoses
Les oiseaux migrateurs contribuent à la diffusion - sur de longues distances, et dans les îles - de nombreux germes et parasites dont ils constituent des réservoirs ou de simples supports-transporteurs. Les oiseaux infectés, souvent porteurs sains, peuvent être des hôtes définitifs ou intermédiaires .

Ces pathogènes sont sources de maladies animales et/ou humaines. Les oiseaux migrateurs de diverses espèces semblent ainsi pouvoir jouer un rôle écoépidémiologique important pour la circulation et l'évolution de certaines maladies ou zoonoses dues à des arbovirus (par exemple, l'est et l'ouest de l'encéphalomyélite équine), à des alphavirus, et aux flavivirus virus du Nil occidental et de l'encéphalite de Saint-Louis), au virus de la grippe A, au virus de la maladie de Newcastle, de l'herpesvirose des anatidés, Chlamydophila psittaci, Anaplasma phagocytophilum, Borrelia burgdorferi sensu lato, Campylobacter jejuni, Salmonella enterica, Pasteurella multocida, Mycobacterium avium, Candida spp., et divers hématozoaires aviaire. Le tiers des oiseaux seraient porteurs de tiques et les dissémineraient le long de leurs couloirs migratoires[réf. nécessaire]. Ces tiques peuvent également être porteurs de maladies comme Rickettsia mongolotimonae, Rickettsia africae ou le virus Congo-Crimée.
Les migrateurs sont aussi victimes de maladies émergentes ou pathogènes qui se développent dans les élevages de volailles.
On a soupçonné les oiseaux migrateurs de propager la grippe aviaire, mais il semble que la propagation de cette maladie soit essentiellement liée au transport des oiseaux d'élevage. Les migrateurs peuvent contribuer au risque nosocomial et à la diffusion de l'antibiorésistance ; Ainsi, une étude récente (2011) basée sur l'analyse de 218 prélèvements échantillonnés sur des oiseaux migrateurs (organes internes, excréments) capturés sur l'île d'Ustica (Italie) lors de leur migration entre l'Afrique  et l'Europe n'a trouvé aucun virus de la grippe aviaire, mais a montré que de nombreux microbes (dont salmonelle (Salmonella bongori), Yersinia enterocolitica ou souches de Klebsiella responsables de pneumonies) transportés par ces oiseaux étaient résistants à des antibiotiques courants tels que l'ampicilline (42,6 % des échantillons), l'amoxicilline-acide clavulanique (42,6 %) et streptomycine (43,7 %). Les auteurs considèrent cet antibiorésistance comme un indicateur de pression anthropique sur les milieux où vivent ces oiseaux.

## Protection
La prise de conscience qu'il faut protéger l'avifaune date au moins de 676, avec l'édit de Cuthbert de Lindisfarne qui est la plus ancienne loi connue de protection des oiseaux. L'idée de les protéger lors de leur migration, pour protéger les populations futures d'oiseaux ou temps de reproduction est plus récente, mais on en trouve des traces localement ancienne. Mais il faut attendre le début du XXe siècle pour les premières lois et conventions internationales comme ;
- la loi sur la convention concernant les oiseaux migrateurs de 1917 entre les États-Unis, le Canada et la Grande-Bretagne. Elle protège plus de 800 espèces d'oiseaux migrateurs. De nombreuses associations de protection de la faune et plus particulièrement des oiseaux sont alors créées.
- D'autres conventions sont prises, plus tard, avec la Russie, le Mexique et le Japon.
- En 1934, les États-Unis mette en place le Migratory Bird Hunting Stamp Act qui permet d'acquérir des zones humides, étapes ou lieux de résidence de gibiers d'eau dont de très nombreux oiseaux migrateurs.
- En 1986, États-Unis et Canada signent (suivis par le Mexique en 1988) un Plan nord-américain de gestion de la sauvagine (PNAGS). Il vise une connaissance et gestion restauratoire à échelles continentales à locales, en s'appuyant sur des connaissances scientifiques et des partenariats avec les parties prenantes pour notamment fixer des objectifs stratégiques et appliquer des plans de gestion des oiseaux chassés, notamment en protégeant aussi les habitats et accueils migratoires des oiseaux (« La baisse de la population des oiseaux migratoires dans les années 1980 s’explique par la disparition d’habitat (zones humides) dans les zones critiques où passent les vols migratoires dans l’Ouest et dans l’Est du Canada[134] ». Un budget de près de 300 millions de dollars vient d'organisations non gouvernementales et sans but lucratif au Canada et aux États-Unis, utilisé pour restaurer, préserver et gérer les habitats de la sauvagine, dont en aidant financièrement les agriculteurs qui y contribuent (étangs des Prairies en particulier)[134].
- En Europe, la Directive Oiseaux protège théoriquement les oiseaux en migration, mais les États l'appliquent très différemment (tant pour le nombre d'espèces chassables que pour la durée de chasse ou d'éventuels quotas).
- En France, il n'existe pas de loi spécifique pour protéger les migrateurs. Même si les premières réserves naturelles datent de 1930 et les parcs nationaux de 1960, la protection des oiseaux migrateurs était mal assurée et peu appliquée. La loi de protection de la nature du 10 juillet 1976 a permis d'améliorer fortement la situation. En 1979, la Convention de Bonn créé un cadre juridique mondial pour la protection des espèces migratrices dont les oiseaux, et la directive européenne Directive oiseaux protège mieux encore les migrateurs et leurs zones de halte et reconnaît un rôle privilégié aux associations protectrices de la faune et de la flore. Depuis la transposition de cette loi, les associations de chasseurs et de protection de la nature s'affrontent en Midi-Pyrénées sur les dates d'ouverture de chasse non respectées. La France a été, à de multiples reprises, condamnée par les instances européennes[135]. En 2000, une loi jugée scandaleuse par les associations de protection des oiseaux[réf. nécessaire] est adoptée. Elle élargit, au mépris des accords européens, les dates d'ouverture de la chasse aux oiseaux migrateurs à près de 7,5 mois – contre 5 en moyenne en Europe. De plus, sur les 50 espèces migratrices chassées, 24 sont des espèces menacées, bien davantage que tout autre pays européen.

- En 1988 les États-Unis, le Canada et le Mexique ont mis en place un système commun de gestion très efficace[réf. nécessaire] pour les canards et les oies. En outre, les États-Unis ont révisé leur liste d'oiseaux à protéger. Le dispositif mis en place permet de moduler le prélèvement, espèce par espèce, pour chacune des grandes voies de migration. En 1999, l’accord sur la conservation des oiseaux d'eau migrateurs d'Afrique-Eurasie (AEWA) est signé par 14 pays. Un tel dispositif, s’appuyant sur un réseau efficace d’observations et d’analyses scientifiques, permettrait une approche beaucoup plus réaliste à la nécessaire conciliation de la chasse et de la conservation des espèces que celle de l'Union européenne. Depuis le début des années 2000, des réflexions transnationales ont lieu pour la protection de l'ensemble des migrateurs au sein d'un concept appelé Réseau écologique.

## Migration des oiseaux et l’art
De nombreux proverbes de plusieurs langues font référence à la migration des oiseaux, comme « Une hirondelle ne fait pas le printemps » (que l'on trouve chez Aristote) ou « Entre mars et avril, on sait si le coucou est mort ou en vie » en France.
L’œuvre de François-René de Chateaubriand le Génie du christianisme comporte un chapitre appelé Migration des oiseaux. Oiseaux aquatiques ; leurs mœurs. Bonté de la Providence. célébrant la bienveillance de Dieu qui apporte là une manne « pour servir à notre table ».
Plusieurs films documentaires, sortis au cinéma, ont été réalisés, comme la Marche de l'Empereur de Luc Jacquet ou Le Peuple Migrateur de Jacques Perrin.
Le phénomène de nuée d'oiseaux a été évoqué dans Le Mur du temps de Ernst Jünger.
L'illustratrice Coralie Bickford-Smith choisit en 2020 le thème de la migration des oiseaux comme sujet principal pour son album jeunesse La Chanson de l'Arbre, pour aborder le sujet de l'amour et de la séparation.

## Bases de données
- [World Bird Database] (WBDB) Base de données mondiale sur les oiseaux gérée par BirdLife International. Elle stocke des informations sur la population mondiale d'oiseaux et les sites clés identifiés pour leur conservation (Important Bird Areas ou IBAs).
- [International Waterbird Census] (IWC) Base ciblant le recensement international des oiseaux gérée par Wetlands International, contenant plus de  25000 sites d'importance pour les oiseaux d'eau. Elle contient les données les plus complètes de comptage d'oiseaux d'eau disponibles pour la région Afrique-Eurasie et d'autres voies de migration.
- [Ramsar Sites Information Service] (RSIS) Base de données sur les zones humides désignées comme zones humides d'importance internationale par la Convention de Ramsar, gérée  par Wetlands International
- [World Database on Protected Areas] (WDBPA) Base de données contenant les données les plus complètes sur les aires protégées dans le monde, géré par le PNUE-WCMC, en partenariat avec un consortium associant la Commission mondiale de l'UICN sur les aires protégées et la Base de données mondiale sur les aires protégées.
- [Critical site Network] (CSN) et son système d'information cartographique ; une base construite à partir des données des 4 bases listées ci-dessus, pour couvrir 3020 sites d'importance pour la protection de 561 populations d'oiseaux d'eau et leurs habitats. Cette base est issue du projet  WOW (Wings Over Wetlands, aussi connu sous le nom de UNEP-GEF African Eurasian Flyway)[137]